# Bahnstrecke München–Rosenheim
| |                                                        |                                             |                                             |
| Streckennummer (DB): | 5510 (München–Rosenheim) 5555 (M-Berg am Laim–Grafing) |                                             |                                             |
| Kursbuchstrecke (DB): | 950, 951                                               |                                             |                                             |
| Kursbuchstrecke: | 428 (1946) 427 (München Hbf – München Ost 1946)        |                                             |                                             |
| Streckenlänge: | 64,9 km                                                |                                             |                                             |
| Spurweite: | 1435 mm (Normalspur)                                   |                                             |                                             |
| Streckenklasse: | D4                                                     |                                             |                                             |
| Stromsystem: | 15 kV 16,7 Hz ~                                        |                                             |                                             |
| Maximale Neigung: | 13 ‰                                                   |                                             |                                             |
| Streckengeschwindigkeit: | 160 km/h                                               |                                             |                                             |
| Zugbeeinflussung: | PZB                                                    |                                             |                                             |
| Zweigleisigkeit: | (durchgehend)                                          |                                             |                                             |
| |                                                        |                                             |                                             |
| \| \| 0,016 00,000 \| München Hbf \| 520 m \| \| \| \| nach Augsburg, Treuchtlingen und Regensburg \| \| \| \| 0,659 00,000 \| nach München-Laim Rbf \| nach München-Laim Rbf \| \| \| \| von München Hbf \| \| \| \| \| München-Laim Rbf–München Hbf \| \| \| \| \| \| \| \| \| 3,400 00,000 \| München Heimeranplatz (Hp Abzw) \| München Heimeranplatz (Hp Abzw) \| \| \| \| \| \| \| \| \| nach Lenggries \| \| \| \| \| Tunnel altes Messegelände (330 m) \| \| \| \| \| von München-Laim Rbf \| \| \| \| 5,427 00,000 \| München Süd \| 524 m \| \| \| \| nach Bichl (bis 1964) \| \| \| \| 6,116 00,000 \| Braunauer Eisenbahnbrücke (Isar, 155 m) \| Braunauer Eisenbahnbrücke (Isar, 155 m) \| \| \| \| von Deisenhofen \| \| \| \| \| S-Bahn-Stammstrecke von München Hbf (tief) \| \| \| \| 9,770 00,000 \| München Ost Pbf \| 531 m \| \| \| 1,140 \| München Leuchtenbergring \| München Leuchtenbergring \| \| \| \| nach München Flughafen, zum Bw Steinhausen \| \| \| \| \| \| \| \| \| \| \| \| \| \| \| nach Simbach \| \| \| \| \| München Ost Rbf \| \| \| \| \| nach München-Riem \| \| \| \| 2,443 \| München-Berg am Laim \| München-Berg am Laim \| \| \| 2,816−0,007 \| München-Berg am Laim Abzw \| München-Berg am Laim Abzw \| \| \| \| nach München-Riem \| \| \| \| \| von München Nord Rbf \| \| \| \| 14,626 02,045 \| München-Trudering \| 527 m \| \| \| \| \| \| \| \| 17,025 00,000 \| München-Waldtrudering (Abzw) \| München-Waldtrudering (Abzw) \| \| \| 4,841 \| Gronsdorf \| Gronsdorf \| \| \| 19,952 07,390 \| Haar \| 541 m \| \| \| 9,912 \| Vaterstetten \| Vaterstetten \| \| \| 11,744 \| Baldham \| Baldham \| \| \| 27,912 15,340 \| Zorneding \| 557 m \| \| \| 17,775 \| Eglharting \| Eglharting \| \| \| \| Waldbahn Ebersberger Forst \| \| \| \| 32,504 19,936 \| Kirchseeon \| 560 m \| \| \| \| Osterseeon (Bft Abzw geplant) \| \| \| \| \| nach Innsbruck (geplant) \| \| \| \| 37,610 25,040 \| Grafing Bahnhof \| 542 m \| \| \| \| nach Glonn (bis 1971) \| \| \| \| \| nach Wasserburg \| \| \| \| 40,730 00,000 \| Oberölkofen \| Oberölkofen \| \| \| 45,037 00,000 \| Aßling (Oberbay) \| 508 m \| \| \| \| von Kirchseeon (geplant) \| \| \| \| \| (Verlegung geplant) \| \| \| \| \| Ostermünchen (geplant) \| 499 m \| \| \| 51,600 00,000 \| Ostermünchen (Ersatz geplant) \| 502 m \| \| \| \| nach Innsbruck (geplant) \| 491 m \| \| \| \| (Verlegung geplant) \| \| \| \| \| Rott \| \| \| \| 59,038 00,000 \| Großkarolinenfeld \| 469 m \| \| \| 59,594 00,000 \| Großkarolinenfeld Üst \| Großkarolinenfeld Üst \| \| \| \| \| \| \| \| \| von Mühldorf \| \| \| \| \| von Holzkirchen \| \| \| \| \| von Holzkirchen \| \| \| \| 64,874 00,000 \| Rosenheim (seit 1876) \| 448 m \| \| \| \| Rosenheim (bis 1876) \| 446 m \| \| \| \| nach Kufstein Grenze \| \| \| \| \| nach Salzburg Hbf \| \| \| \| \| \| \| \| Quellen: [1][2][3][4][5] \| \| \| \| |                                                        |                                             |                                             |
| Kopfbahnhof Streckenanfang | 0,016 00,000                                           | München Hbf                                 | 520 m                                       |
| Abzweig geradeaus und nach rechts |                                                        | nach Augsburg, Treuchtlingen und Regensburg | nach Augsburg, Treuchtlingen und Regensburg |
| Abzweig geradeaus und nach links | 0,659 00,000                                           | nach München-Laim Rbf                       | nach München-Laim Rbf                       |
| Kreuzung geradeaus oben · Strecke von rechts |                                                        | von München Hbf                             | von München Hbf                             |
| Kreuzung geradeaus oben · Kreuzung geradeaus oben |                                                        | München-Laim Rbf–München Hbf                | München-Laim Rbf–München Hbf                |
| Abzweig geradeaus und von links · Strecke nach rechts |                                                        |                                             |                                             |
| Haltepunkt / Haltestelle | 3,400 00,000                                           | München Heimeranplatz (Hp Abzw)             | München Heimeranplatz (Hp Abzw)             |
| Abzweig geradeaus und nach links · Strecke von rechts |                                                        |                                             |                                             |
| Kreuzung geradeaus unten · Strecke nach rechts |                                                        | nach Lenggries                              | nach Lenggries                              |
| Tunnel |                                                        | Tunnel altes Messegelände (330 m)           | Tunnel altes Messegelände (330 m)           |
| Abzweig geradeaus und von rechts |                                                        | von München-Laim Rbf                        | von München-Laim Rbf                        |
| Bahnhof | 5,427 00,000                                           | München Süd                                 | 524 m                                       |
| Abzweig geradeaus und ehemals nach rechts |                                                        | nach Bichl (bis 1964)                       | nach Bichl (bis 1964)                       |
| Brücke über Wasserlauf | 6,116 00,000                                           | Braunauer Eisenbahnbrücke (Isar, 155 m)     | Braunauer Eisenbahnbrücke (Isar, 155 m)     |
| Abzweig quer und von rechts · Kreuzung geradeaus unten · Strecke von rechts |                                                        | von Deisenhofen                             | von Deisenhofen                             |
| Strecke · Strecke · Abzweig geradeaus und von links |                                                        | S-Bahn-Stammstrecke von München Hbf (tief)  | S-Bahn-Stammstrecke von München Hbf (tief)  |
| Bahnhof · Bahnhof · Bahnhof | 9,770 00,000                                           | München Ost Pbf                             | 531 m                                       |
| Strecke · Strecke · Bahnhof | 1,140                                                  | München Leuchtenbergring                    | München Leuchtenbergring                    |
| Strecke nach halblinks · Strecke nach halbrechts · Abzweig geradeaus und nach links |                                                        | nach München Flughafen, zum Bw Steinhausen  | nach München Flughafen, zum Bw Steinhausen  |
| Strecke von halblinks · Strecke nach halblinks und von halbrechts · Strecke nach halbrechts |                                                        |                                             |                                             |
| Strecke · Strecke von halblinks · Strecke von halbrechts |                                                        |                                             |                                             |
| Strecke · Strecke · Abzweig geradeaus und nach links |                                                        | nach Simbach                                | nach Simbach                                |
| Strecke · Strecke · Dienststation / Betriebs- oder Güterbahnhof |                                                        | München Ost Rbf                             | München Ost Rbf                             |
| Strecke · Strecke · Abzweig geradeaus und nach links |                                                        | nach München-Riem                           | nach München-Riem                           |
| Strecke · Haltepunkt / Haltestelle · Strecke | 2,443                                                  | München-Berg am Laim                        | München-Berg am Laim                        |
| Strecke · Blockstelle · Strecke | 2,816−0,007                                            | München-Berg am Laim Abzw                   | München-Berg am Laim Abzw                   |
| Strecke · Abzweig geradeaus und nach links · Kreuzung geradeaus oben |                                                        | nach München-Riem                           | nach München-Riem                           |
| Strecke · Strecke · Abzweig geradeaus und von links |                                                        | von München Nord Rbf                        | von München Nord Rbf                        |
| Dienststation / Betriebs- oder Güterbahnhof · Bahnhof · Dienststation / Betriebs- oder Güterbahnhof | 14,626 02,045                                          | München-Trudering                           | 527 m                                       |
| Abzweig geradeaus und von links · Kreuzung geradeaus oben · Strecke nach rechts |                                                        |                                             |                                             |
| Blockstelle · Strecke | 17,025 00,000                                          | München-Waldtrudering (Abzw)                | München-Waldtrudering (Abzw)                |
| Strecke · Haltepunkt / Haltestelle | 4,841                                                  | Gronsdorf                                   | Gronsdorf                                   |
| Dienststation / Betriebs- oder Güterbahnhof · Bahnhof | 19,952 07,390                                          | Haar                                        | 541 m                                       |
| Strecke · Haltepunkt / Haltestelle | 9,912                                                  | Vaterstetten                                | Vaterstetten                                |
| Strecke · Haltepunkt / Haltestelle | 11,744                                                 | Baldham                                     | Baldham                                     |
| Dienststation / Betriebs- oder Güterbahnhof · Bahnhof | 27,912 15,340                                          | Zorneding                                   | 557 m                                       |
| Strecke · Haltepunkt / Haltestelle | 17,775                                                 | Eglharting                                  | Eglharting                                  |
| Strecke · Abzweig geradeaus und ehemals von links |                                                        | Waldbahn Ebersberger Forst                  | Waldbahn Ebersberger Forst                  |
| Dienststation / Betriebs- oder Güterbahnhof · Haltepunkt / Haltestelle | 32,504 19,936                                          | Kirchseeon                                  | 560 m                                       |
| ehemalige Blockstelle · Strecke |                                                        | Osterseeon (Bft Abzw geplant)               | Osterseeon (Bft Abzw geplant)               |
| Abzweig geradeaus und ehemals nach rechts · Strecke |                                                        | nach Innsbruck (geplant)                    | nach Innsbruck (geplant)                    |
| Bahnhof · Bahnhof | 37,610 25,040                                          | Grafing Bahnhof                             | 542 m                                       |
| Abzweig geradeaus und ehemals nach rechts · Strecke |                                                        | nach Glonn (bis 1971)                       | nach Glonn (bis 1971)                       |
| Strecke · Strecke nach links |                                                        | nach Wasserburg                             | nach Wasserburg                             |
| ehemaliger Haltepunkt / Haltestelle | 40,730 00,000                                          | Oberölkofen                                 | Oberölkofen                                 |
| Bahnhof | 45,037 00,000                                          | Aßling (Oberbay)                            | 508 m                                       |
| Abzweig geradeaus und ehemals von rechts |                                                        | von Kirchseeon (geplant)                    | von Kirchseeon (geplant)                    |
| Abzweig ehemals geradeaus und nach links · Strecke von rechts |                                                        | (Verlegung geplant)                         | (Verlegung geplant)                         |
| Bahnhof (Strecke außer Betrieb) · Strecke |                                                        | Ostermünchen (geplant)                      | 499 m                                       |
| Strecke (außer Betrieb) · Bahnhof | 51,600 00,000                                          | Ostermünchen (Ersatz geplant)               | 502 m                                       |
| Abzweig geradeaus und nach links (Strecke außer Betrieb) · Kreuzung (Querstrecke außer Betrieb) |                                                        | nach Innsbruck (geplant)                    | 491 m                                       |
| Strecke nach links (außer Betrieb) · Abzweig geradeaus und ehemals von rechts |                                                        | (Verlegung geplant)                         | (Verlegung geplant)                         |
| Brücke über Wasserlauf |                                                        | Rott                                        | Rott                                        |
| Haltepunkt / Haltestelle | 59,038 00,000                                          | Großkarolinenfeld                           | 469 m                                       |
| Blockstelle | 59,594 00,000                                          | Großkarolinenfeld Üst                       | Großkarolinenfeld Üst                       |
| Verschwenkung von links · Verschwenkung von rechts (Strecke außer Betrieb) |                                                        |                                             |                                             |
| Abzweig geradeaus und von links · Kreuzung (Strecke geradeaus außer Betrieb) |                                                        | von Mühldorf                                | von Mühldorf                                |
| Kreuzung (Querstrecke außer Betrieb) · Abzweig geradeaus und von rechts (Strecke außer Betrieb) |                                                        | von Holzkirchen                             | von Holzkirchen                             |
| Abzweig geradeaus und von rechts · Strecke (außer Betrieb) |                                                        | von Holzkirchen                             | von Holzkirchen                             |
| Bahnhof · Strecke (außer Betrieb) | 64,874 00,000                                          | Rosenheim (seit 1876)                       | 448 m                                       |
| Strecke · Bahnhof (Strecke außer Betrieb) |                                                        | Rosenheim (bis 1876)                        | 446 m                                       |
| Abzweig geradeaus und nach rechts · Abzweig geradeaus und nach rechts (Strecke außer Betrieb) |                                                        | nach Kufstein Grenze                        | nach Kufstein Grenze                        |
| Strecke · Strecke (außer Betrieb) |                                                        | nach Salzburg Hbf                           | nach Salzburg Hbf                           |
| |                                                        |                                             |                                             |
| Quellen: |                                                        |                                             |                                             |

Die Bahnstrecke München–Rosenheim ist eine zweigleisige, elektrifizierte Hauptbahn in Bayern. Sie verläuft von München über Grafing nach Rosenheim. Die Strecke ist Teil der europäischen TEN-Linie 17 von Paris nach Budapest.

## Geschichte

### Planung und Bau
Schon in den 1860er Jahren wurde erkannt, dass die in den Jahren 1854 bis 1857 eröffnete Mangfalltalbahn das steigende Verkehrsaufkommen auf den Hauptstrecken in Richtung Österreich nicht mehr aufnehmen konnte. Ein zweigleisiger Ausbau der Mangfalltalbahn kam aufgrund der kurvenreichen und steigungsreichen Streckenführung nicht infrage. Zudem war eine neue Bahnstrecke über Grafing um zehn Kilometer kürzer als die Mangfalltalbahn, zusätzlich konnte auf die Schiebelokomotiven verzichtet werden, da die Steigung deutlich geringer ausfallen konnte. Am 16. Mai 1868 wurde der Bau einer eingleisigen Hauptbahn von München über Grafing nach Rosenheim beschlossen.
Für den Bau stellte das Königreich Bayern vier Millionen Gulden zur Verfügung. Zur Fertigung der für die Strecke benötigten Bahnschwellen errichteten die Königlich Bayerischen Staatseisenbahnen in Kirchseeon bis 1869 ein eigenes Schwellenwerk. Der Streckenabschnitt von München nach Kirchseeon wurde bereits 1869 für die Benutzung von Materialzügen zum Schwellentransport fertiggestellt.
Am 15. März 1871 nahmen die Königlich Bayerischen Staatseisenbahnen die Hauptbahn München–Grafing–Rosenheim feierlich in Betrieb. In neuerer Fachliteratur wird als Eröffnungsdatum des Abschnittes Haidhausen–Rosenheim vielfach fälschlich der 15. Oktober 1871 genannt.

### Zweigleisiger Ausbau und Elektrifizierung
Am 29. Dezember 1891 wurde der zweigleisige Ausbau der Bahnstrecke beschlossen. Gleichzeitig sollten die Gleisanlagen in den Bahnhöfen München Ost, Zorneding, Grafing Bahnhof, Ostermünchen und Rosenheim erweitert werden. In Zorneding und Ostermünchen waren einfache Überholgleise geplant. In München Ost, Grafing und Rosenheim sollten die Gleisanlagen umgebaut werden. Mit dem zweigleisigen Ausbau wurde Anfang des Jahres 1892 begonnen. Zwischen München Ost und dem Bahnhof München-Trudering wurde das zweite Gleis am 1. Oktober 1892 in Betrieb genommen. Ab dem 5. Oktober war der Abschnitt von München bis Zorneding zweigleisig befahrbar. Das zweite Gleis wurde zwischen Zorneding und Kirchseeon am 1. Mai 1893 in Betrieb genommen. Zwischen Kirchseeon und Aßling wurde das zweite Gleis am 1. Oktober 1893 eröffnet. Das letzte Teilstück von Aßling nach Rosenheim war ab dem 1. Mai 1894 zweigleisig befahrbar. Der Ausbau kostete insgesamt 2.778.400 Mark, davon fielen 92.300 Mark auf den Grunderwerb. Pro Kilometer wurden 50.600 Mark berechnet.
1921 wurde in Rosenheim eine Neubauinspektion der Deutschen Reichsbahn für die Elektrifizierung der Bahnstrecken von München nach Rosenheim, von Rosenheim nach Kufstein und von Rosenheim nach Salzburg gegründet. Die Planungen verzögerten sich aber aufgrund der schlechten wirtschaftlichen Lage der Deutschen Reichsbahn. Erst 1925 wurde mit den Elektrifizierungsarbeiten an den Bahnstrecken von München nach Rosenheim und von Rosenheim nach Salzburg begonnen. Aufgrund von Geldmangel gingen die Bauarbeiten nur sehr langsam voran. Ab dem 12. April 1927 war die Bahnstrecke München–Rosenheim schließlich elektrisch befahrbar. In Rosenheim entstand im Jahr 1928 ein Unterwerk, das für den steigenden Einsatz von Elektrolokomotiven nötig wurde.

### Ausbau seit den 1990er Jahren
Mitte der 1990er Jahre wurde der bereits zwischen München Ost und Zorneding bestehende viergleisige Abschnitt bis Grafing Bahnhof verlängert. Damit wurde der Münchner S-Bahn-Verkehr vollständig auf eine eigene parallele Strecke verlegt. Gelegentlich fahren dennoch andere Zuggattungen über die S-Bahn-Gleise, beispielsweise um betriebliche Störungen zu umgehen.
Ab der Inbetriebnahme der Ausbaustrecke München–Mühldorf–Freilassing kann West-Ost-Verkehr zwischen München und Salzburg auf die Strecken München–Simbach und Mühldorf–Freilassing verlagert werden.
Nach der Inbetriebnahme des Brennerbasistunnels wird eine Verkehrszunahme auch auf der Strecke München–Rosenheim als Zulaufstrecke erwartet. Deswegen wird zu deren Entlastung als Brenner-Nordzulauf eine zweigleisige Neubaustrecke ab Grafing geplant. Am 13. April 2021 stellte die Deutsche Bahn die favorisierte Variante für den Streckenabschnitt von Ostermünchen bis in das österreichische Schaftenau vor. Demnach soll die Bestandsstrecke München–Rosenheim bei Ostermünchen nach Südwesten verlegt werden, wo ein neuer Bahnhof mit Verknüpfungsstelle zum hier abzweigenden Brenner-Nordzulauf entstehen soll. Die für 230 km/h geplante Strecke würde Rosenheim in einem langen Tunnel östlich umfahren. Die Strecke soll weiter südwärts den Inn unterqueren und nach derzeitigem Planungsstand noch über Kufstein hinaus unterirdisch verlaufen, bis sie in die neue Unterinntalbahn mündet. In einem nächsten Schritt wurde im Juli 2022 eine Trasse für die Neubaustrecke im Abschnitt zwischen Grafing und Ostermünchen vorgestellt, welche nach einer Verknüpfungsstelle in Ostermünchen direkt an den bereits in Planung befindlichen Abschnitt Ostermünchen-Schaftenau anschließen soll.
Die Strecke soll im Rahmen des Starterpakets der Digitalen Schiene Deutschland bis 2030 vorrangig mit Digitalen Stellwerken und ETCS ausgerüstet werden. Ein Vergabeverfahren für erste Planungsleistungen in den Netzbezirken Rosenheim und Freilassing wurde im September 2022 eingestellt.
Im Rahmen des Projektes „Bahnausbau Region München“ soll auf der Bahnstrecke zwischen Gronsdorf und Trudering ein neuer S-Bahnhalt entstehen und die Regionalzüge bis Rosenheim perspektivisch in eine Regional-S-Bahn eingebunden werden.

### Generalsanierung
Im September 2023 wurde eine Generalsanierung der Strecke München–Rosenheim für das Jahr 2027 angekündigt. Die Generalsanierung soll die Erneuerung der Gleise, Weichen und Oberleitung sowie den Ausbau der Bahnhöfe beinhalten. Die Strecke soll dazu für mehrere Monate vollständig gesperrt werden.
Im August 2024 kündigte die DB eine Verschiebung auf 2028 an, da aufgrund von umfangreichen Bauarbeiten auf der Brennerautobahn im Jahr 2027 „die Bahnkapazitäten für Güter- und Personenverkehr zur Gänze gebraucht“ würden.

### Unfälle
Am 16. Juli 1945 ereignete sich der Eisenbahnunfall von Aßling, bei dem ein Güterzug auf einen Personenzug auffuhr und mehr als hundert Menschen getötet wurden.

## Streckenbeschreibung

### Verlauf
Nach dem Münchner Hauptbahnhof bildet die Strecke bis zum Münchner Ostbahnhof den Münchner Südring. Weiter verläuft die Bahnstrecke in Richtung Osten, am Bahnhof München-Berg am Laim zweigt die Bahnstrecke München–Simbach ab. Kurz vor Trudering verbindet eine eingleisige Strecke die Bahnstrecke München Ost–Flughafen München mit der Bahnstrecke München–Rosenheim. Diese Verbindung wird ausschließlich von Güterzügen benutzt, die München mit dem Münchner Nordring umfahren. Der Bahnhof München-Trudering stellt einen Anschluss an die U-Bahn-Linie 2 der U-Bahn München, die in Richtung der Messe München verkehrt, dar.
Zwischen München Ost und Grafing Bahnhof verläuft neben der Bahnstrecke München–Rosenheim eine eigene zweigleisige Strecke für die S-Bahn München. Dabei wird die Münchner Schotterebene ostwärts bis Kirchseeon durchmessen, wo die Bahnstrecke in die Eiszeitliche Moränenlandschaft einfährt. In Grafing zweigte die aufgelassene Bahnstrecke Grafing–Glonn ab.
Südlich von Grafing Bahnhof gelangt die Trasse an die westliche Steilflanke des Atteltals, an der sie über Aßling in die Aßlinger Filzen und das Tal der Moosach gelangt, das sie vor Ostermünchen angedämmt quert. Über kleinere, flache Bachtäler wird Großkarolinenfeld erreicht, auf dessen Gebiet in großzügig trassierter S-Kurve auch der Abstieg über die westliche Talflanke ins Inntal nach Rosenheim gelingt. Die Alte Trassierung in der Stadt Rosenheim wird dabei noch durch die Prinzregentenstraße markiert.
Von Rosenheim aus schließen sich die Strecken nach Salzburg und nach Kufstein an. Beide Strecken sind östlich des Bahnhofs Rosenheim durch eine eingleisige, elektrifizierte Umgehungskurve (Rosenheimer Kurve) verbunden, die es Zügen auf der Relation Salzburg–Kufstein ermöglicht, den Richtungswechsel in Rosenheim zu vermeiden. Diese Strecke wird hauptsächlich von Zügen im österreichischen Inlandsverkehr genutzt, um ohne Halt deutsches Staatsgebiet durchfahren zu können.
Im Bahnhof Rosenheim beginnen bzw. enden außerdem die Strecken Rosenheim–Mühldorf und Holzkirchen–Rosenheim.

### Betriebsstellen

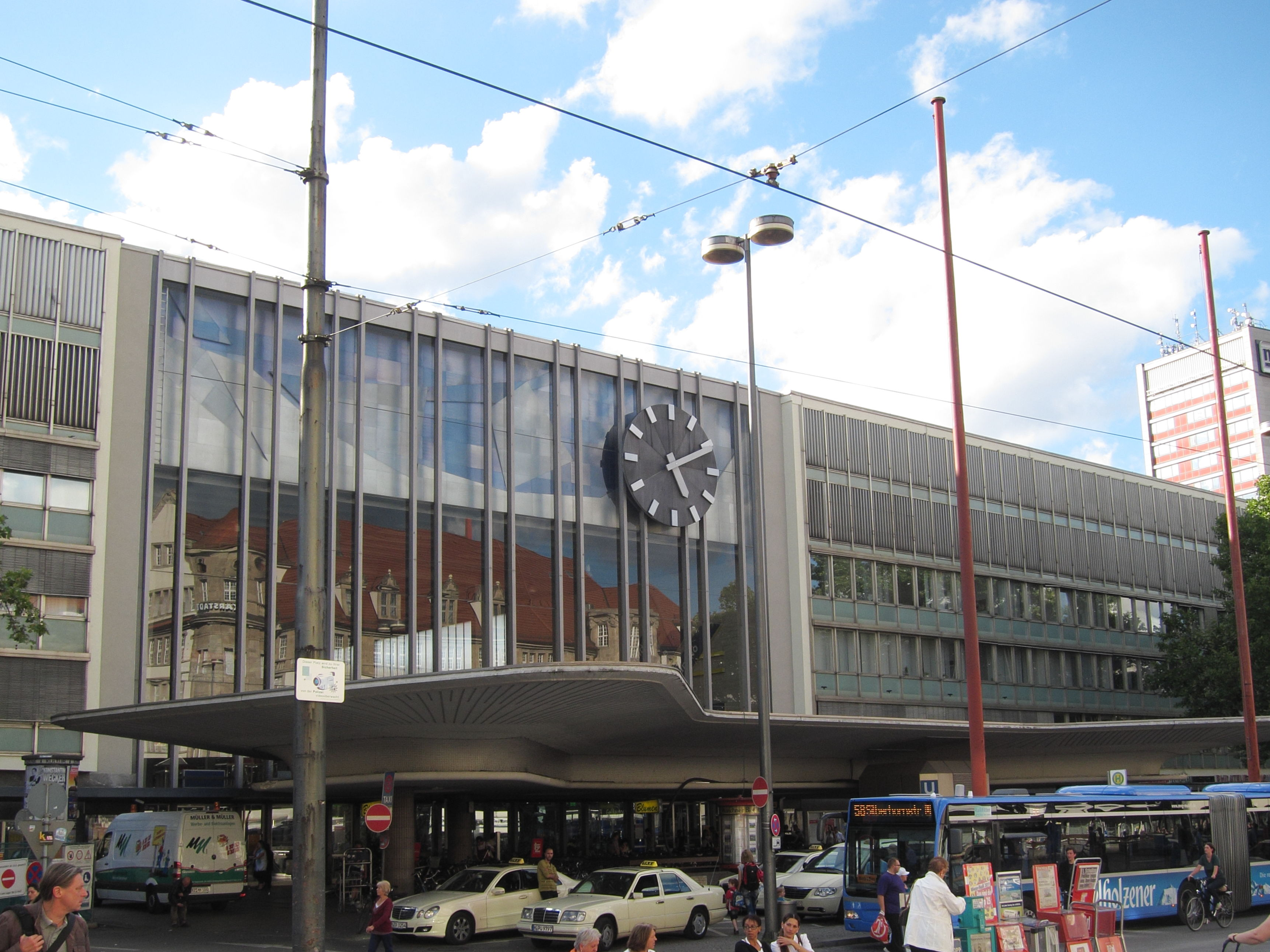
Ehemaliges Empfangsgebäude des Münchner Hauptbahnhofs

#### München Hauptbahnhof
Der 1839 eröffnete Münchner Hauptbahnhof ist der größte Bahnhof der Stadt München und bildet den Ausgangspunkt der Bahnstrecke München–Rosenheim. 1848 wurde der Bahnhof an heutiger Stelle provisorisch in Betrieb genommen, bis heute wurde er mehrmals umgebaut. Das heutige Empfangsgebäude wurde am 1. August 1960 in Betrieb genommen, nachdem das vorherige im Zweiten Weltkrieg zerstört worden war. Der Tunnelbahnhof für den S-Bahn-Verkehr entstand mit dem Bau der S-Bahn-Stammstrecke im Jahr 1972.

#### München Süd
Der Bahnhof München Süd wurde am 15. März 1871 als Bahnhof Thalkirchen in Betrieb genommen, im Jahr 1876 folgte die Umbenennung in München Süd. Ab 1891 zweigte in München Süd die Isartalbahn ab, auf dem Streckenabschnitt zwischen München Süd und München Isartalbahnhof fuhren allerdings keine Personenzüge. Im Jahr 1893 wurde auch eine Verbindungskurve von München Süd nach München-Pasing eingerichtet. Der Bahnhof war seit seiner Eröffnung ein wichtiger Bahnhof für Güterzüge, nach der Eröffnung des Rangierbahnhofes München-Laim verlor er jedoch die Bedeutung für Ferngüterzüge. Der Personenverkehr wurde acht Jahre nach der Eröffnung des in der Nähe liegenden U-Bahnhofes Poccistraße am 1. Juni 1985 eingestellt.

#### München Ost

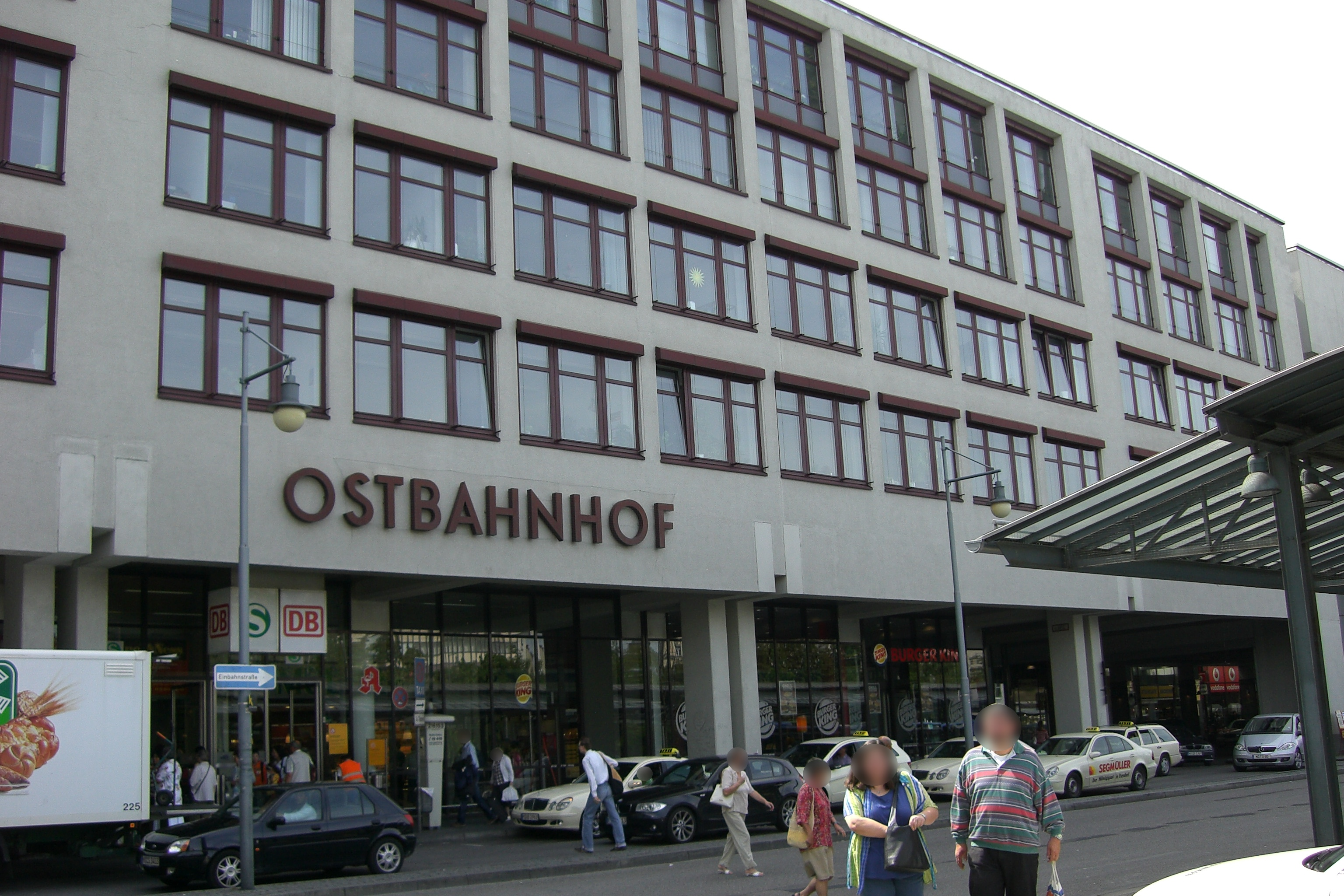
Empfangsgebäude des Bahnhofes München Ost

Der Bahnhof München Ost wurde am 15. März 1871 als Bahnhof Haidhausen in Betrieb genommen. Im Bahnhof zweigen die 1898 eröffnete Bahnstrecke München Ost–Deisenhofen und die im Jahr 1909 eröffnete Strecke nach Ismaning von der Bahnstrecke München–Rosenheim ab. Das heutige Bahnhofsgebäude wurde im Jahr 1985 eröffnet, nachdem das im Jahr 1871 erbaute ursprüngliche Gebäude im Zweiten Weltkrieg zerstört worden war.

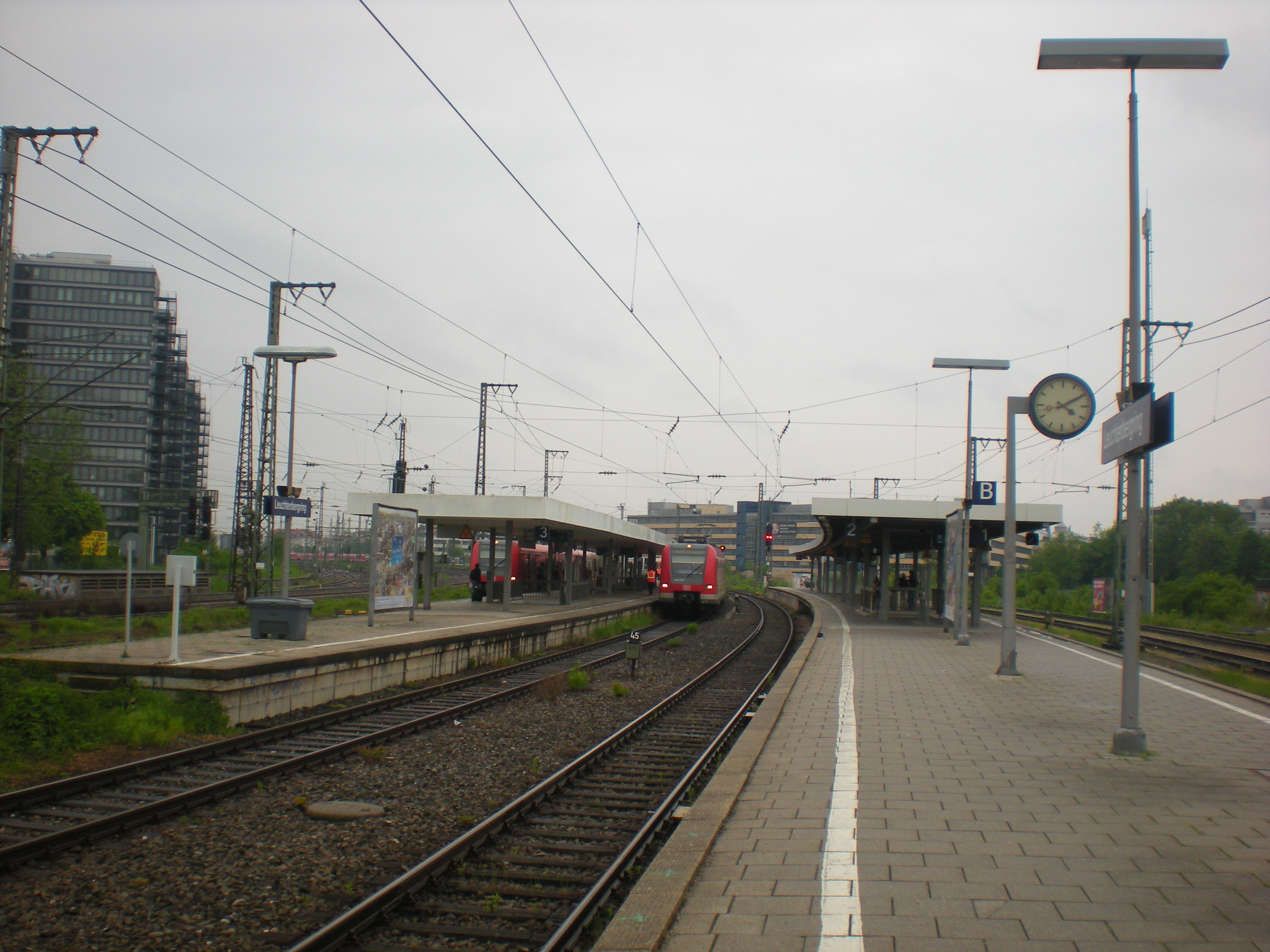
Bahnsteige des Haltepunkts München Leuchtenbergring

#### München Leuchtenbergring
Der Bahnhof München Leuchtenbergring wurde am 28. Mai 1972 mit der Inbetriebnahme des Münchner S-Bahn-Netzes eröffnet. Seit Anfang der 1990er Jahre besitzt der Bahnhof vier statt zwei Bahnsteiggleise. Bis zum Fahrplanwechsel im Dezember 2019 wurden nur die zwei außen liegenden für den öffentlichen S-Bahn-Betrieb genutzt. Die beiden innen liegenden Gleise dienen als Verbindungsgleis vom Bahnbetriebswerk München-Steinhausen zum Münchner Ostbahnhof. Hier verkehrt die S1, deren Fahrten seitdem für den Fahrgastbetrieb am Leuchtenbergring enden bzw. beginnen. Der Bahnhof ist betrieblich ein Bahnhofsteil des Münchner Ostbahnhofs.

#### München-Berg am Laim

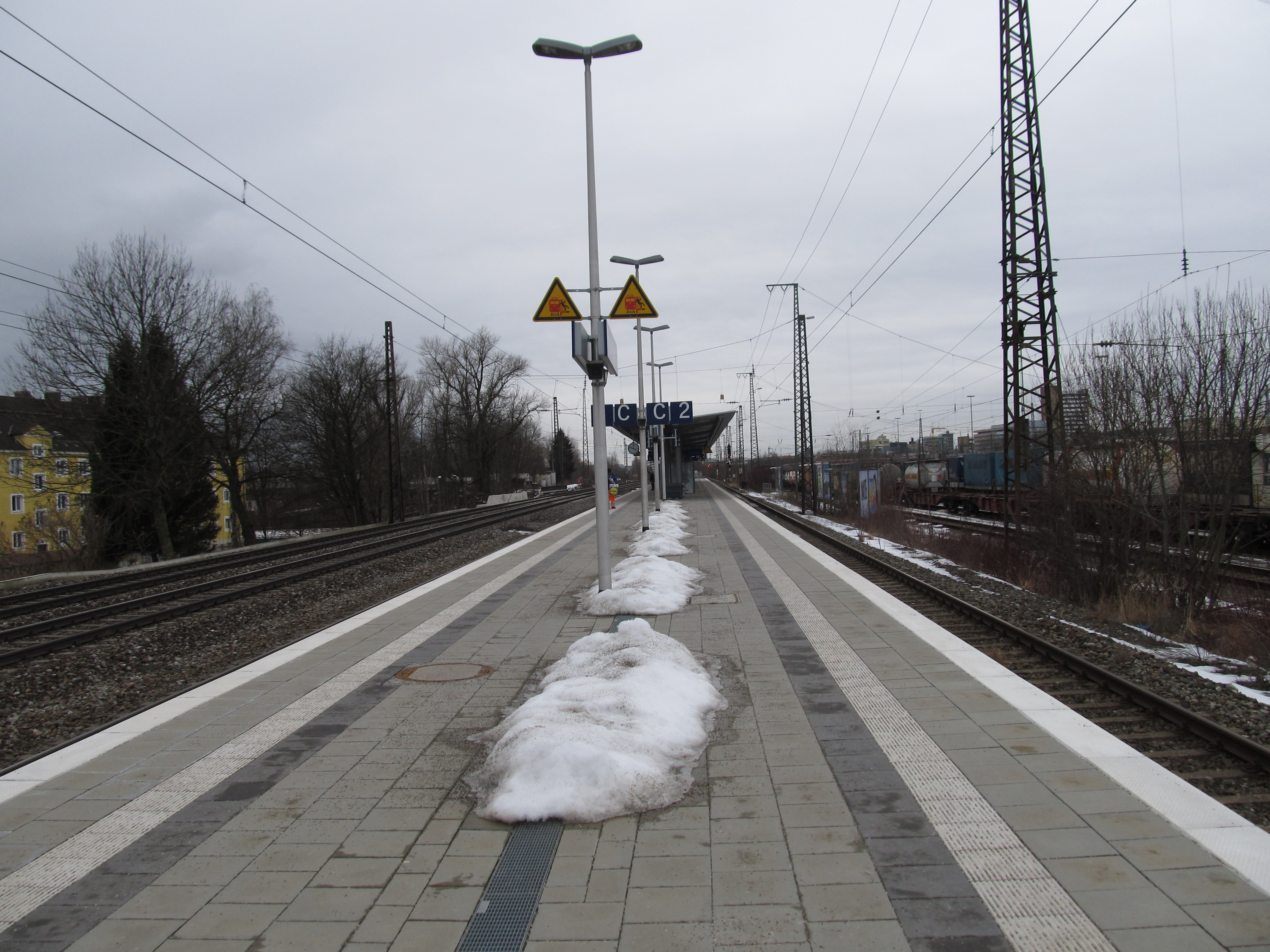
Bahnsteige des Haltepunkts München-Berg am Laim

Der Haltepunkt Berg am Laim wurde am 1. Mai 1897 eröffnet, am 1. Mai 1915 wurde dieser jedoch wieder stillgelegt. Ein Jahr später, am 1. Mai 1916, entstand ein neuer Haltepunkt Berg am Laim an der Bahnstrecke München–Simbach. Erst seit der Inbetriebnahme des Münchner S-Bahn-Netzes ist der Haltepunkt auch wieder von der Bahnstrecke München–Rosenheim aus erreichbar, allerdings bedienen heute nur noch S-Bahnen den Haltepunkt.
Der Haltepunkt besitzt heute zwei Bahnsteiggleise. In München-Berg am Laim Abzw zweigen die S-Bahn-Gleise der Bahnstrecke München–Simbach von der Bahnstrecke München–Rosenheim ab.

#### München-Trudering

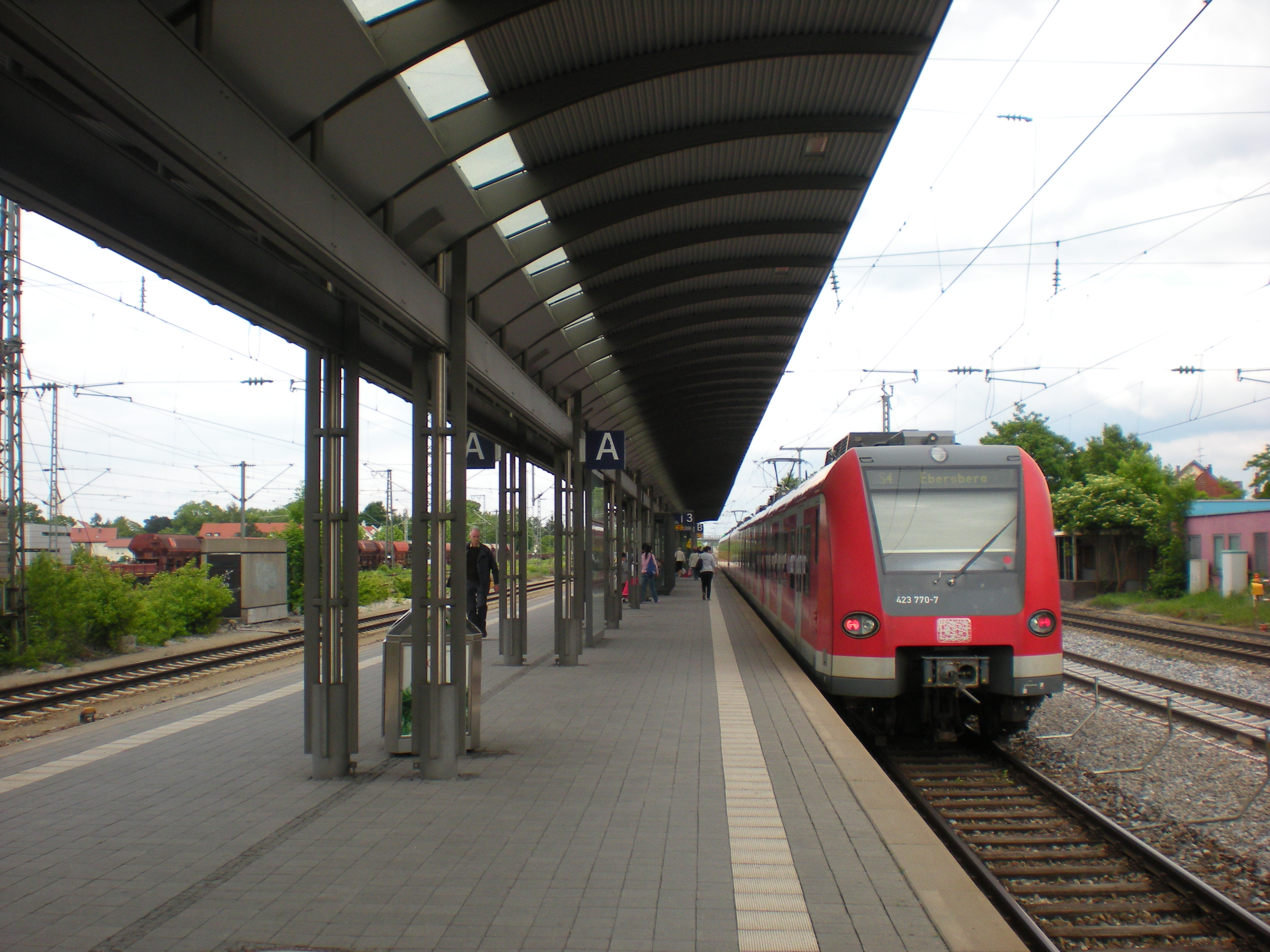
S-Bahnsteig in München-Trudering

Der Bahnhof wurde am 15. März 1871 mit der Bahnstrecke München–Rosenheim eröffnet. Seit 1972 wird der Bahnhof nur noch von S-Bahnen bedient. Im Jahr 1999 wurde der U-Bahnhof Trudering in Betrieb genommen. Außerdem mündet am Bahnhof Trudering der Münchner Nordring in die Strecke ein. Neben dem Bahnhof befinden sich Abstellanlagen für Güterzüge und S-Bahnen. Seit 2021 wird die zuvor bis zum Ostbahnhof zurück genommene Linie 4 mindestens bis Trudering verlängert, so dass durch Überlagerung mit der Linie 6 ein durchgehender 10-Minuten-Takt geboten wird. Während der Hauptverkehrszeiten fahren die Züge weiter bis Haar, teilweise auch bis Zorneding.

#### Gronsdorf

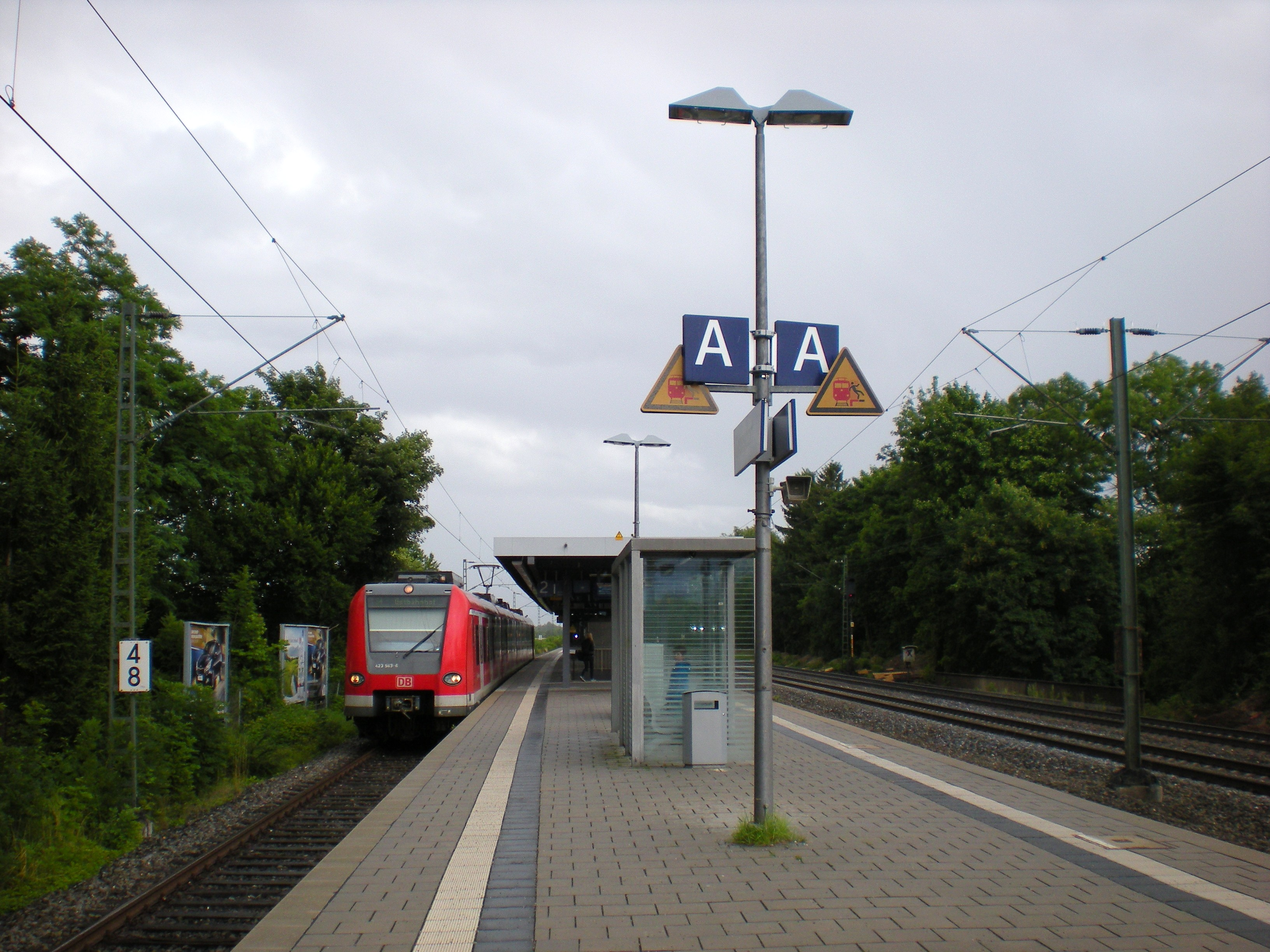
Bahnsteig des Bahnhofs Gronsdorf

Der auf der Stadtgrenze zwischen München und der Gemeinde Haar liegende Haltepunkt Gronsdorf wurde nachträglich am 1. Mai 1897 eingerichtet. Er liegt zwischen dem Münchner Stadtteil Waldtrudering und der zu Haar gehörenden Siedlung Gronsdorf, nach der er benannt ist. Der Haltepunkt besitzt einen durch eine Unterführung erreichbaren Mittelbahnsteig. Seit 1972 halten in Gronsdorf nur noch S-Bahnen.

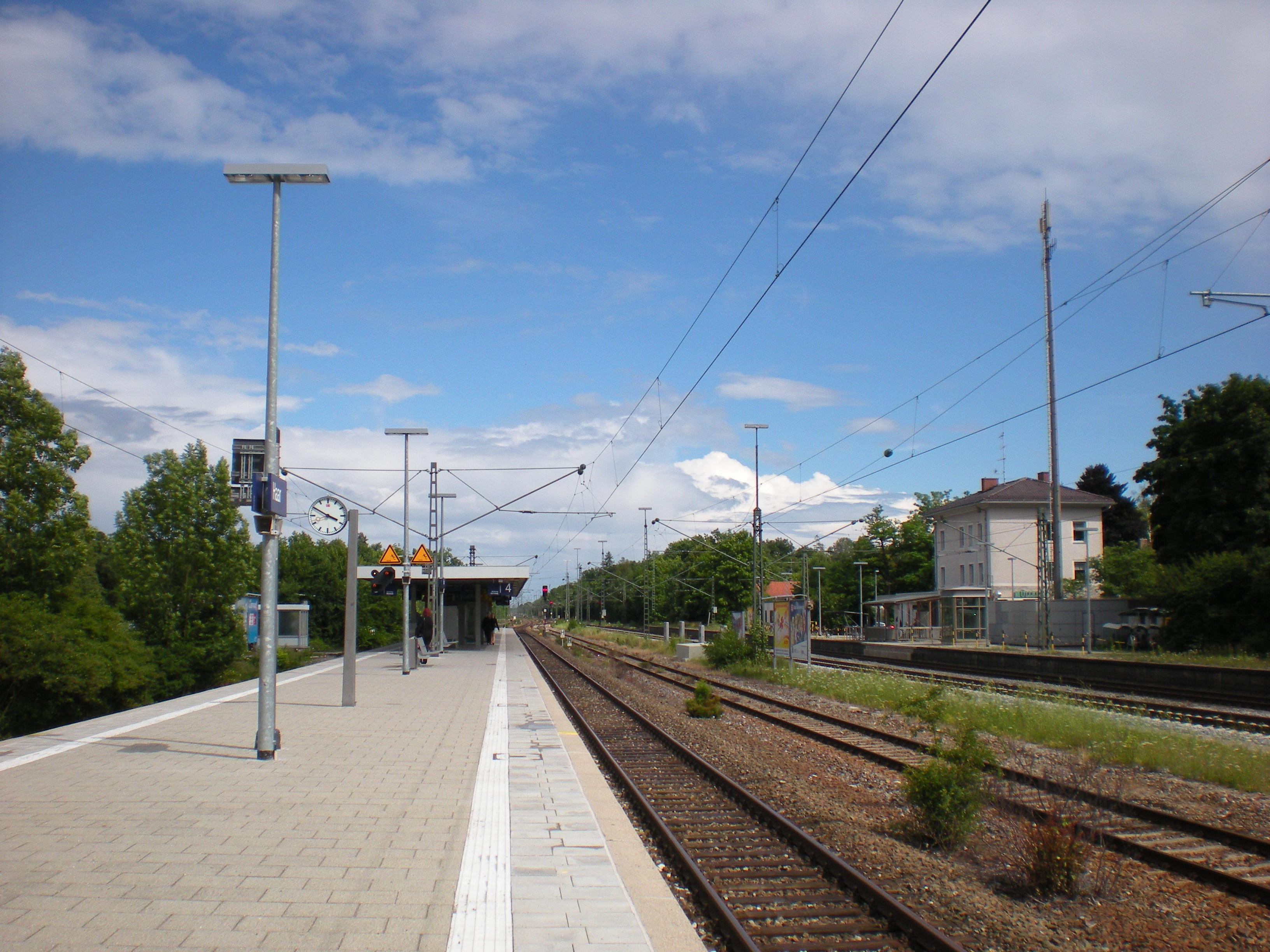
S-Bahnsteig und Empfangsgebäude des Bahnhofs Haar

#### Haar
Der Bahnhof Haar wurde am 15. März 1871 eröffnet. Der Bahnhof verfügt über ein Bahnhofsgebäude und über einen nicht mehr genutzten Hausbahnsteig. Der S-Bahnsteig ist über eine Unterführung vom Empfangsgebäude aus erreichbar. Bis in die 1990er Jahre hielten in Haar Regionalverkehrszüge, sodass der Hausbahnsteig noch erhalten ist. Der Mittelbahnsteig zwischen den beiden Hauptgleisen wurde zwischenzeitlich abgerissen. Heute wird der Bahnhof nur noch von S-Bahnen bedient. In der Anfangszeit der S-Bahn München endete hier die viergleisige Ausbaustrecke, und damit auch der 20-Minuten-Takt der S-Bahn. Nach dem weiteren Ausbau endeten hier nur vereinzelt S-Bahnzüge und Regionalzüge fahren seitdem ohne Halt durch. Durch Überlagerung der Linien 4 und 6, die jeweils im Grundtakt von 20 Minuten verkehren, entsteht ein 10-Minuten-Takt, der bisher nur während der Hauptverkehrszeiten bis Haar (einzelne Züge bis Zorneding) verlängert wird. Lange bemühte sich die Ortspolitik um einen durchgehenden 10-Minuten-Takt bis Haar, lange lehnte die BEG aufgrund fehlenden Bedarfs jedoch ab. Im Juni 2023 wurden einige Betriebsfahrten auch für den Personenverkehr geöffnet, wodurch dieser 10-Minuten-Takt seitdem durchgehend montags bis freitags tagsüber gegeben ist.

#### Vaterstetten
Der Haltepunkt Vaterstetten wurde am 1. Mai 1897 in Betrieb genommen. Heute wird der Bahnhof nur noch von S-Bahnen bedient. Der Mittelbahnsteig ist über eine Unterführung zu erreichen.

#### Baldham

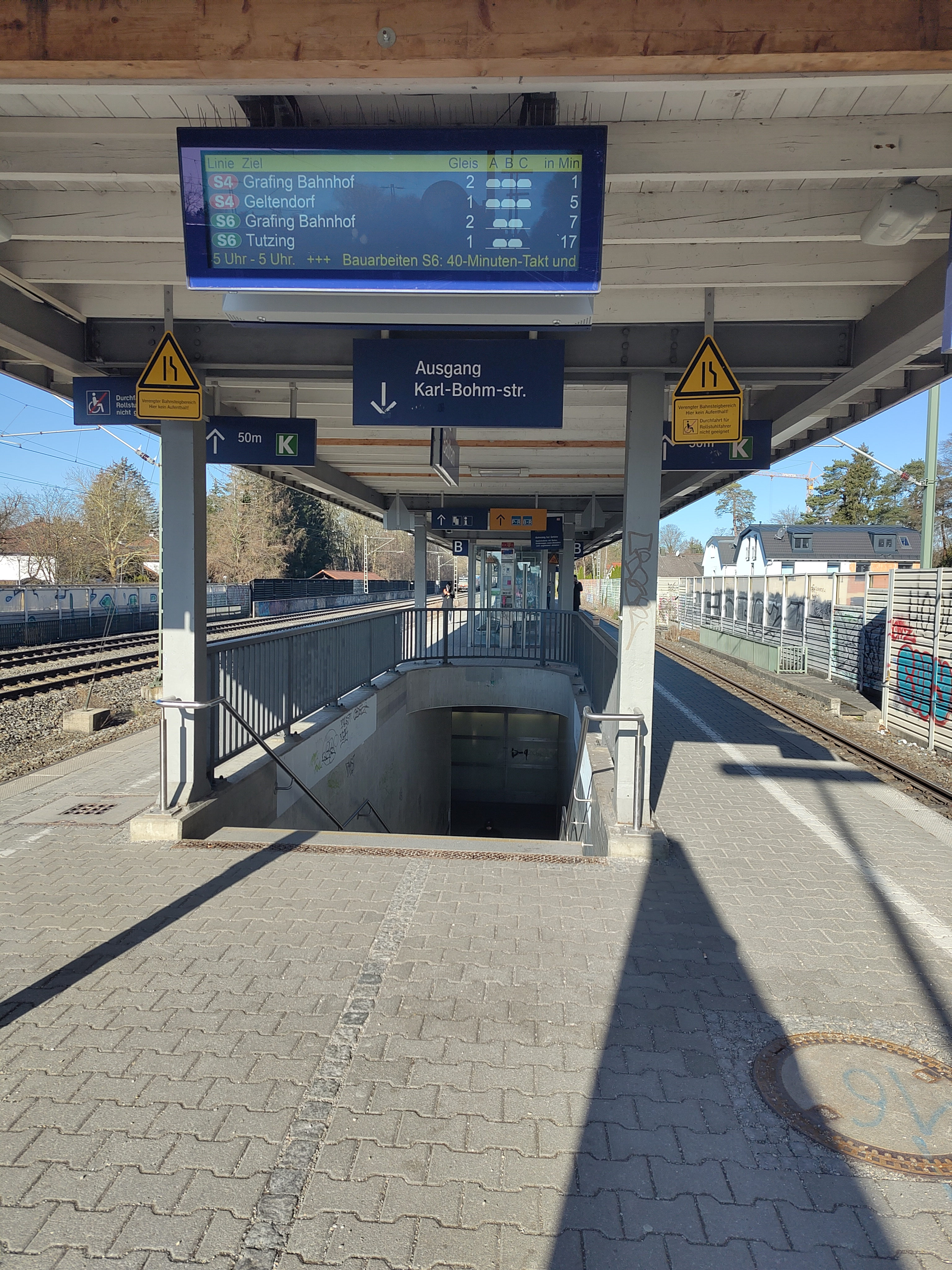
S-Bahnsteig Baldham (2025)

Die Inbetriebnahme des Bahnhofs Baldham erfolgte ebenfalls am 1. Mai 1897. Seit 1972 wird der Bahnhof nur noch von S-Bahnen bedient. Der Mittelbahnsteig ist über eine Unterführung zu erreichen.

#### Zorneding
Der Bahnhof Zorneding wurde mit der Streckeninbetriebnahme am 15. März 1871 eröffnet. Der Bahnhof war auch noch bis einige Jahre nach der Inbetriebnahme des S-Bahn-Netzes Regionalzugbahnhof. Das ursprüngliche Empfangsgebäude wurde Anfang 2009 abgerissen. Gegen 1988 wurde die viergleisige Ausbaustrecke von Haar bis Zorneding verlängert, seitdem wird Zorneding mindestens alle 20 Minuten bedient, gelegentliche Verstärker bieten zusätzliche Fahrtmöglichkeiten. Anfang der 1990er Jahre wurde die Ausbaustrecke bis Grafing Bahnhof verlängert, wobei das Abstellgleis erhalten blieb. Heute enden während der Hauptverkehrszeit in Zorneding einige Verstärker-S-Bahnen der Linien 4 und 6. Der Bahnhof besitzt einen durch eine Unterführung erreichbaren Mittelbahnsteig. Am 18. Dezember 2023 wurde ein neues Empfangsgebäude mit Warteraum, Kiosk und barrierefreiem WC eröffnet. Es ist das erste ganz in Holz-Modulbauweise gebaute Bahnhofsgebäude der Deutschen Bahn. In gleicher Bauweise sollen weitere Bahnhofsgebäude folgen.

#### Eglharting
Der Haltepunkt Eglharting wurde am 1. Mai 1897 in Betrieb genommen. Er verfügt über einen durch eine Unterführung erreichbaren Mittelbahnsteig. Seit 1972 wird er nur durch S-Bahnen bedient.

#### Kirchseeon

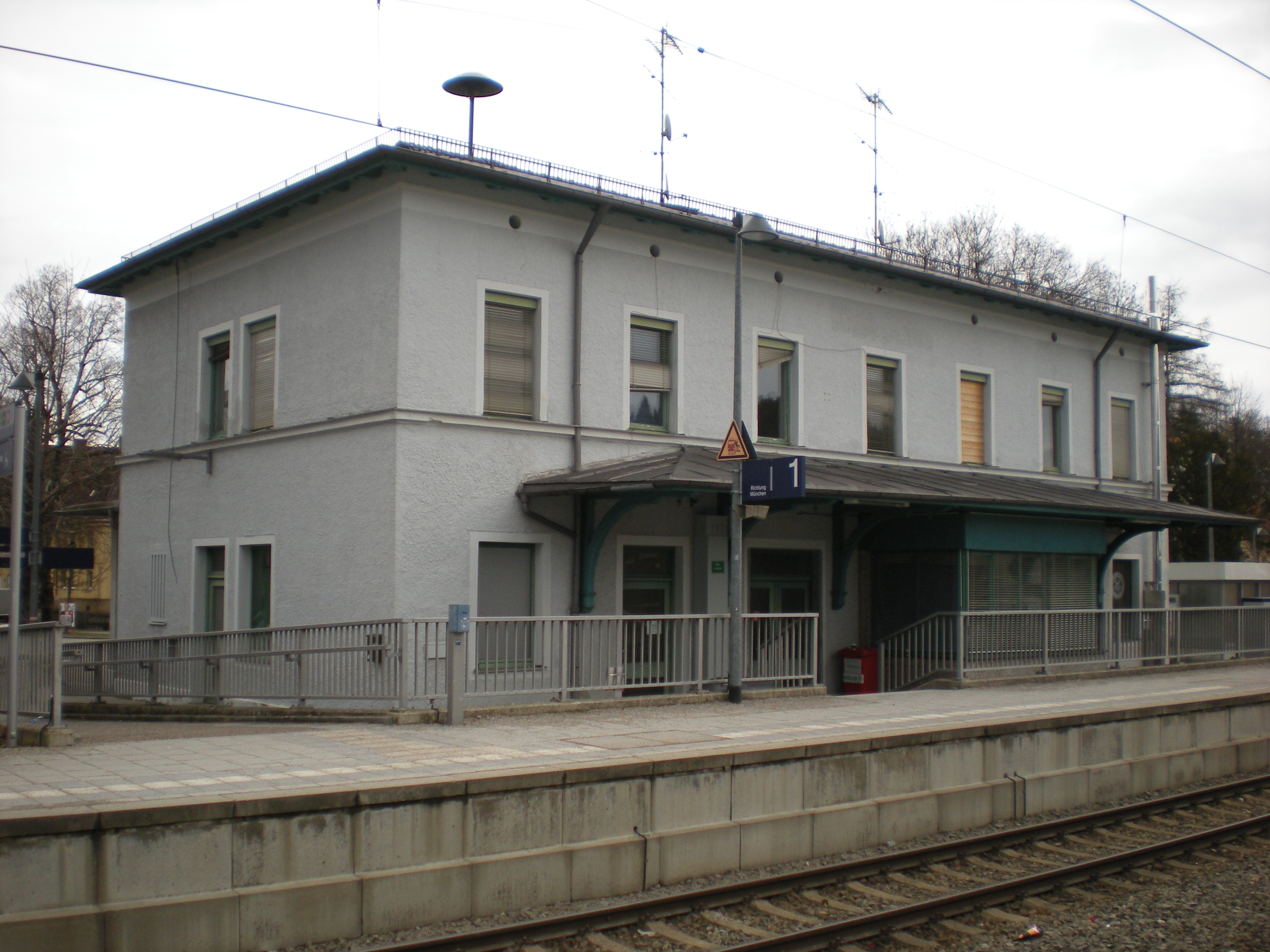
Empfangsgebäude des Bahnhofs Kirchseeon

Der Bahnhof Kirchseeon wurde mit der Bahnstrecke am 15. März 1871 eröffnet. Ab 1890 zweigte in Kirchseeon vorübergehend eine Waldbahn in den Ebersberger Forst ab, die dem Abtransport des infolge einer Nonnenraupenplage abgestorbenen Holzes diente. Der Bahnhof besitzt noch ein Empfangsgebäude. Der heute nur noch von der S-Bahn genutzte Bahnhof hat einen Haus- und einen Seitenbahnsteig. Der Seitenbahnsteig ist über eine Unterführung erreichbar. Der Bahnhof besitzt ein Überholgleis für Fernbahnzüge. Bis zum S-Bahn-Ausbau in den 1970er Jahren bestand im Nordosten des Bahnhofs ein Anschlussgleis zu einem Lagerhaus und Sägewerk; das südliche Anschlussgleis zum ehemaligen Schwellenwerk und späteren Fiat/Iveco-Pkw/Lkw-Auslieferungslager sowie ein nördliches Anschlussgleis zur Raiffeisen-Lagerhalle wurden im Zuge des Baus eigener S-Bahn-Gleise Mitte der 1990er Jahre abgetrennt sowie teilweise ausgebaut.

#### Grafing Bahnhof

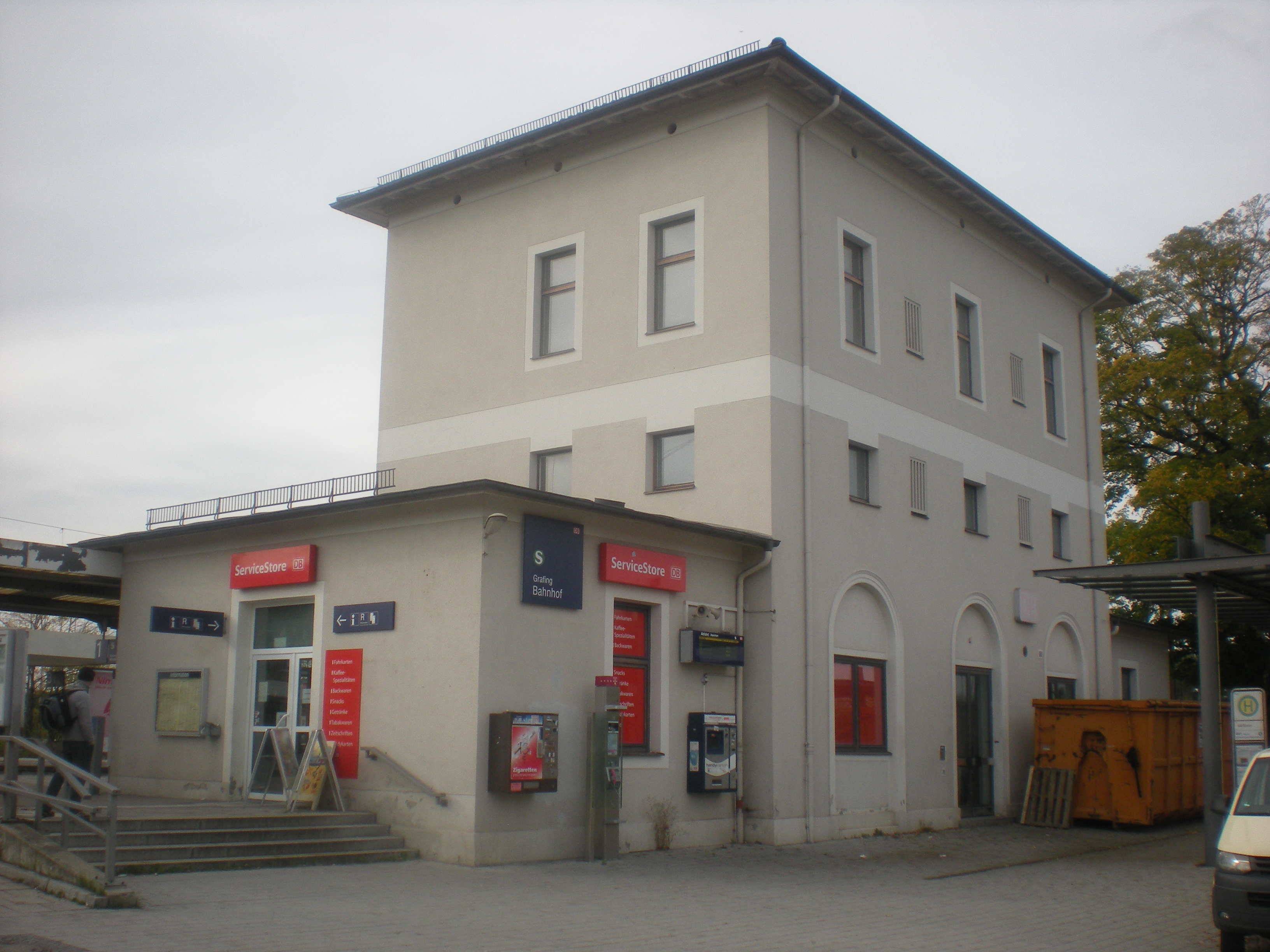
Bahnhofsgebäude von Grafing Bahnhof

Der Bahnhof Grafing wurde am 15. März 1871 mit der Bahnstrecke eröffnet. Seit dem 26. Mai 1894 zweigte in Grafing die bis 1971 existierende Stichstrecke nach Glonn ab. Am 6. November 1899 wurde eine weitere Stichstrecke nach Wasserburg eröffnet. In den 1990er Jahren wurde die Strecke bis hier auf 4 Gleise ausgebaut, so dass eigene Gleise für die S-Bahn zur Verfügung stehen. Seither wird der bisherige 40-Minuten-Takt auf einen 20-Minuten-Takt verdoppelt. Der Bahnhof wird sowohl von den S-Bahnen der Linien 4 und 6 als auch von Regionalverkehrszügen Richtung Rosenheim und dem Filzen-Express nach Wasserburg bedient. Somit bildet der Bahnhof einen Umsteigeknoten. Er ist der Endbahnhof für den Filzen-Express, einzelne Züge von Wasserburg verkehren aber über Grafing Bahnhof hinaus bis München Ostbahnhof. Der Bahnhof besitzt sechs Bahnsteiggleise, die durch eine Unterführung miteinander verbunden sind. Das Empfangsgebäude ist bis heute erhalten.

#### Elkofen
Oberelkofen, heute Ortsteil der Gemeinde Grafing, war mit dem Haltepunkt Elkofen an der Strecke angeschlossen. Die Deutsche Bundesbahn machte Anfang Februar 1982 ihre Absicht bekannt, den Haltepunkt zum Fahrplanwechsel im Mai selben Jahres stillzulegen. Zahlreiche Bittschreiben lokaler Politiker mit dem Ziel, den Haltepunkt zu erhalten, blieben ergebnislos. Nachdem Anstöße der Stadt Grafing zusammen mit dem Kreis Ebersberg zu Verhandlungen mit der Bundesbahn scheiterten, versuchten sie im Mai 1982, vorläufigen Rechtsschutz für den Weiterbetrieb des Haltepunkts vor Gericht zu erlangen. Das zuständige Verwaltungsgericht lehnte diesen Antrag im Juni selben Jahres ab. Stadt und Kreis legten auch vor der nächsthöheren Instanz, dem Verwaltungsgerichtshof, Beschwerde ein, auch diese blieb erfolglos; ein Hauptgerichtsverfahren fand nicht statt. Die Stilllegung des Haltepunkts am 22. Mai 1982 hatte also Bestand. Das zuletzt leerstehende Empfangsgebäude des Haltepunkts wurde im Dezember 1982 abgerissen.

#### Aßling (Oberbay)

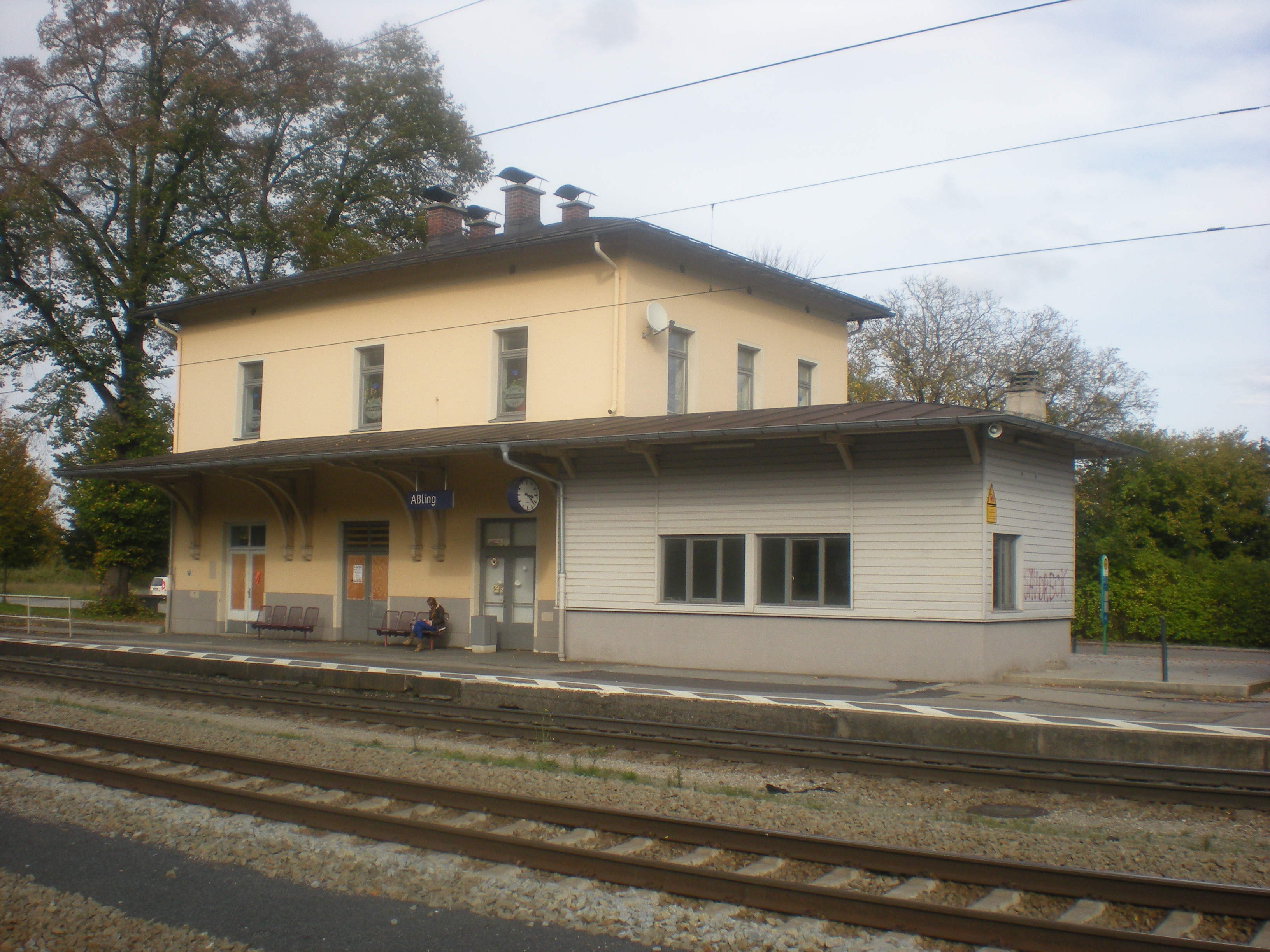
Bahnhofsgebäude von Aßling

Der Bahnhof Aßling (Oberbay) wurde am 15. März 1871 mit der Bahnstrecke in Betrieb genommen. Er besitzt drei Gleise, jedoch nur zwei Bahnsteige an Gleis 1 und an Gleis 3, letzteres dient auch als Überholgleis. Das Empfangsgebäude ist noch erhalten und liegt am Hausbahnsteig. Der Außenbahnsteig an Gleis 3 ist mit einer Unterführung mit dem Hausbahnsteig verbunden. Seit dem 13. März 2000 ist der Bahnhof unbesetzt. Bis zur Inbetriebnahme der neuen Leit- und Sicherungstechnik im Jahre 2001 befand sich zwischen den Bahnhöfen Aßling und Ostermünchen noch die besetzte Blockstelle Ametsbichl.

#### Ostermünchen

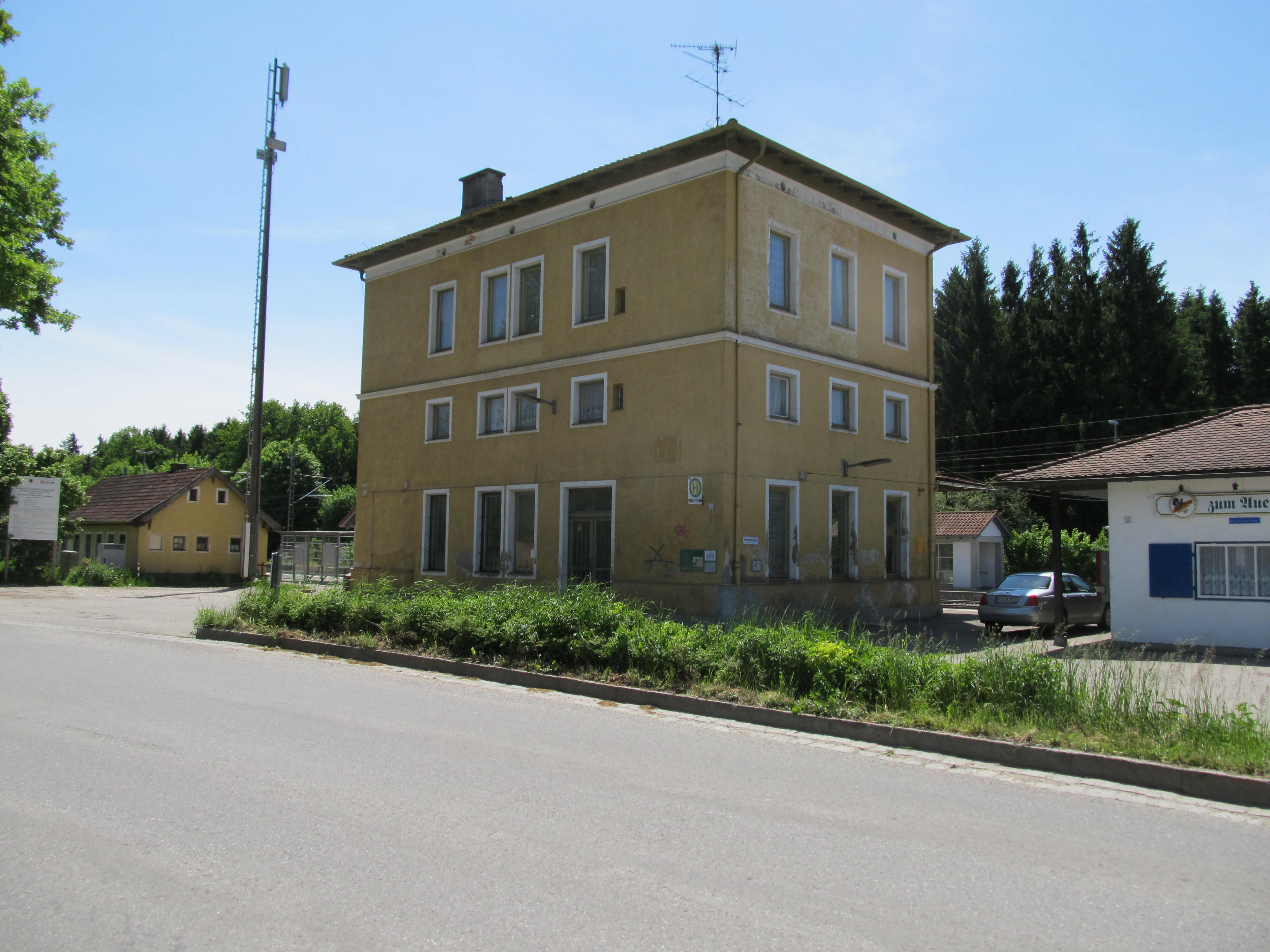
Bahnhof Ostermünchen

Der Bahnhof Ostermünchen wurde am 15. März 1871 mit der Bahnstrecke München–Rosenheim eröffnet. Er besitzt drei Gleise, jedoch nur zwei Bahnsteige an Gleis 1 und an Gleis 3, letzteres dient auch als Überholgleis. Das Empfangsgebäude ist noch erhalten und liegt am Hausbahnsteig. Der Außenbahnsteig an Gleis 3 ist mit einer Unterführung mit dem Hausbahnsteig verbunden. Bis zur Inbetriebnahme der neuen Leit- und Sicherungstechnik im Jahre 2001 befand sich zwischen den Bahnhöfen Ostermünchen und Großkarolinenfeld noch die besetzte Blockstelle Hilperting.

#### Großkarolinenfeld
Die Haltestelle Großkarolinenfeld wurde am 15. März 1871 als vollwertiger Bahnhof mit der Bahnstrecke in Betrieb genommen. Sie besitzt heute nur noch über zwei Außenbahnsteige erreichbare Gleise, welche durch eine Unterführung miteinander verbunden sind (früher bis zu vier Gleise). Betrieblich handelt es sich um eine Überleitstelle.
Bis zur Inbetriebnahme des Relais-Stellwerkes in Rosenheim Anfang der 1960er Jahre (heute bereits durch ein modernes elektronisches Stellwerk ersetzt) befand sich zwischen den Bahnhöfen Großkarolinenfeld und Rosenheim noch die Blockstelle Westerndorf.

#### Rosenheim

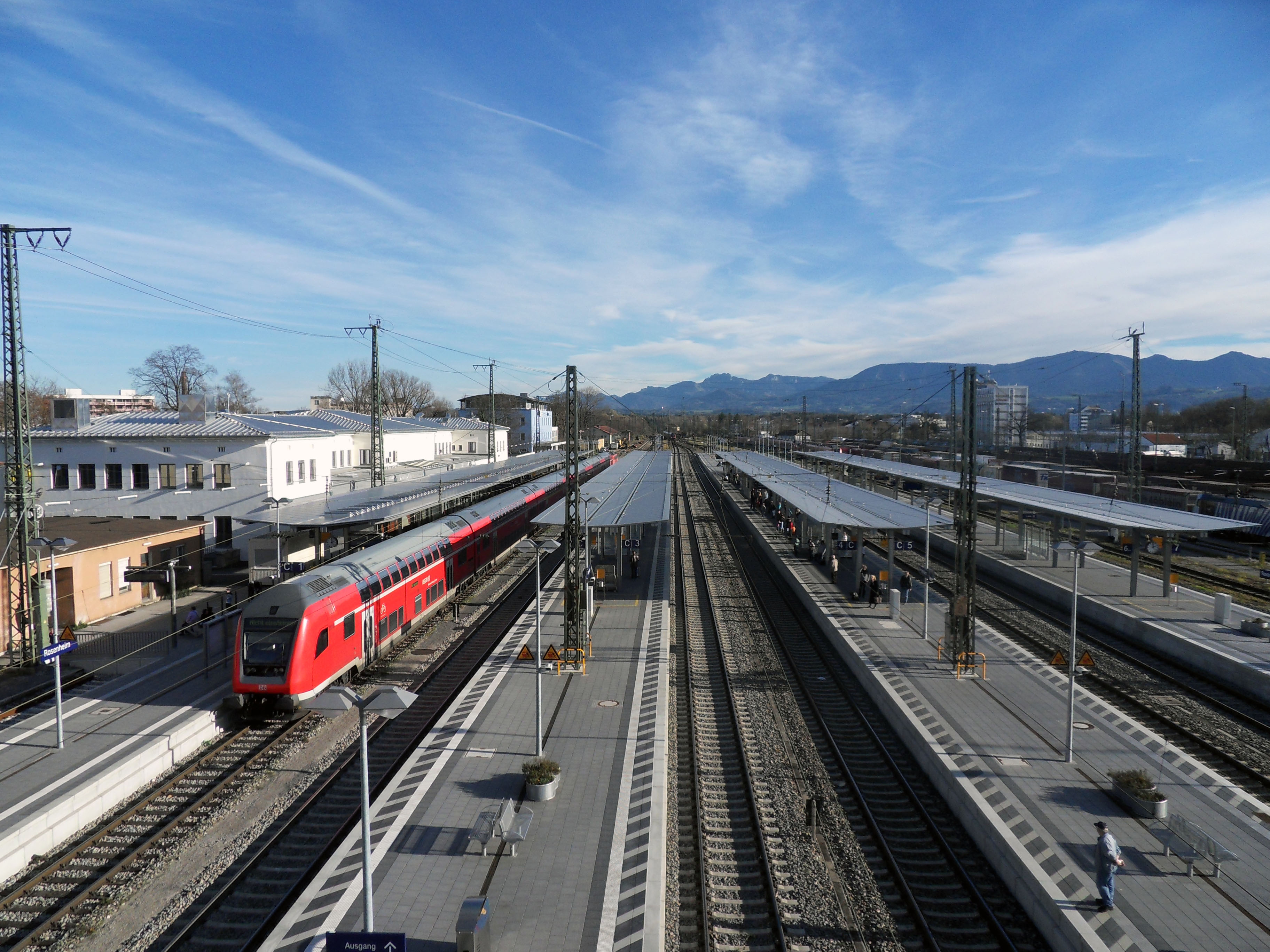
Bahnsteige des Bahnhofs Rosenheim

Der Bahnhof wurde am 24. Oktober 1857 mit der Mangfalltalbahn als provisorischer Bahnhof in Betrieb genommen. Denn erst am 13. November 1858 konnte nach einigen Verzögerungen der eigentliche Bahnhof eröffnet werden. Am 19. April 1876 wurde der alte Bahnhof aus Platzmangel stillgelegt und westlich des alten Bahnhofes ein neuer eröffnet. Außerdem befand sich in Rosenheim ein für die Strecke bedeutendes Bahnbetriebswerk.
Mit ungefähr 20.000 Reisenden täglich war der Bahnhof 2009 der siebtgrößte Bahnhof Bayerns. Er wird täglich von etwa 150 Regional- und Fernverkehrszügen bedient.

## Verkehr

### Schienenpersonenverkehr

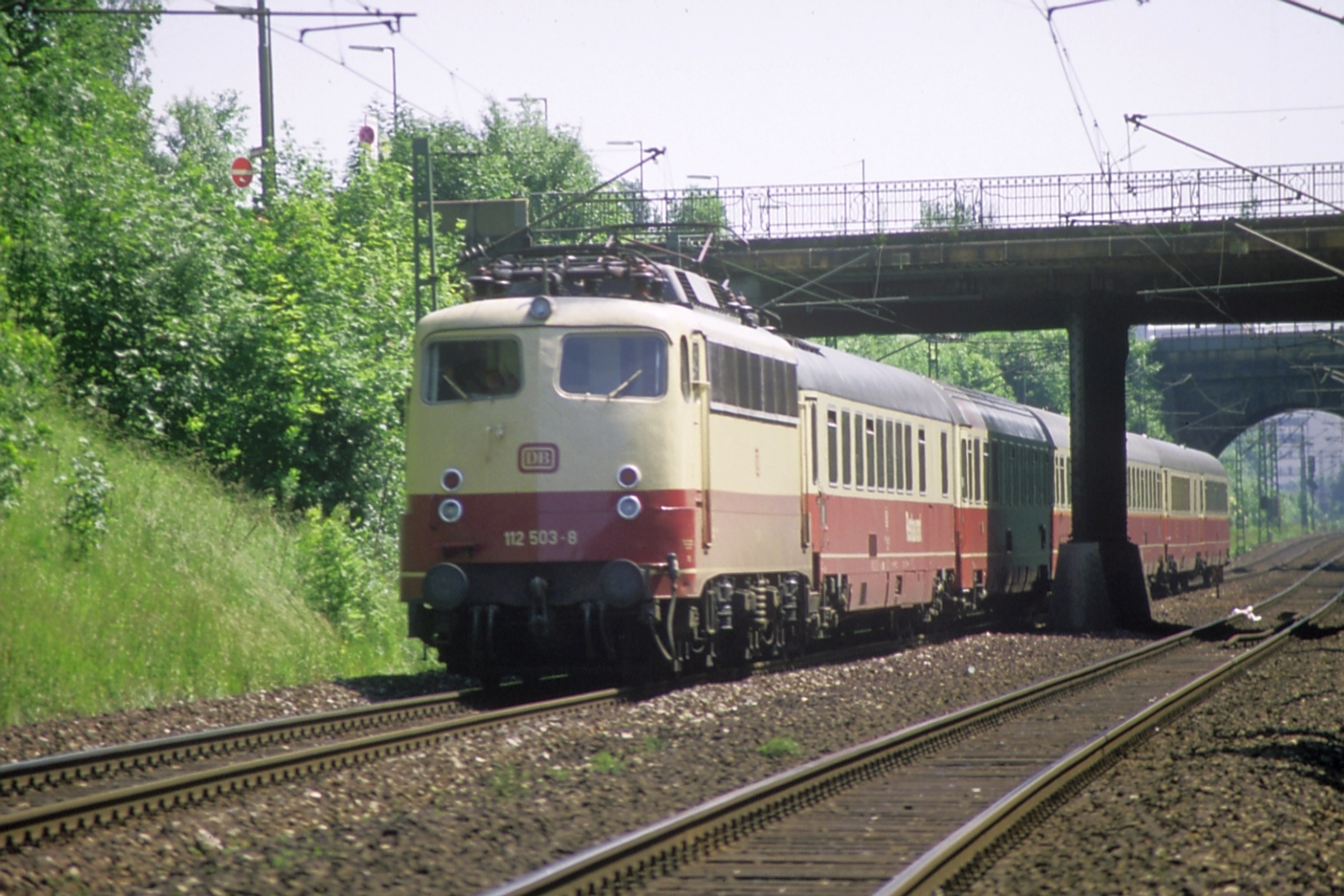
TEE Rheingold, gezogen von einer Lokomotive der Baureihe 112 1986 auf dem Münchener Südring

Alle Schnellzüge zwischen München und Rosenheim benutzten ab der Eröffnung die Strecke über Grafing statt wie zuvor über Holzkirchen. Die Fahrzeit konnte dadurch stark verkürzt werden. Durch die zahlreichen Schnellzüge gewann die Strecke schon kurz nach der Eröffnung an internationaler Bedeutung für den europäischen Fernverkehr.
Der Verkehr auf der Strecke stieg nach dem Anfang der 1890er Jahre durchgeführten zweigleisigen Ausbau weiter an, zwischen München und Rosenheim befuhren täglich rund 50 Schnellzüge die Strecke. Während des Ersten Weltkriegs wurde der Verkehr auf der Bahnlinie stark eingeschränkt. Zahlreiche Schnellzüge wurden wegen Kohlemangels gestrichen. Durch die langsameren Militärzüge wurde die Fahrzeit der Schnellzüge verlängert. 1917 verkehrten nur noch zwei Schnellzugpaare auf der Strecke, die anderen wurden wegen Mangel an Personal, Wagen, Lokomotiven und Kohle gestrichen. Erst in den 1920er Jahren konnte die Anzahl der Schnellzüge vor dem Ersten Weltkrieg wieder erreicht werden. Nach der 1927 vollendeten Elektrifizierung bedienten 20 Schnellzüge, 12 Eil- und Personenzüge und 22 Güterzüge die Strecke. Der Abschnitt von München nach Grafing wurde zusätzlich von 28 Nahpersonenzügen täglich bedient.
Im Zweiten Weltkrieg wurde der Personenverkehr wieder stark reduziert. Die Bahnstrecke wurde für zahlreiche Militärtransporte in Richtung Osteuropa genutzt, hierzu entstand auch eine Entlausungs- und „Sanierungs“-Anlage bei Rosenheim. Nach dem Ende des Zweiten Weltkrieges musste die Strecke als wichtige Versorgungslinie schnell wiederaufgebaut werden. Der erste Zug fuhr am 18. Mai 1945 für die United States Army. Anfang der 1950er Jahre stieg der Reiseverkehr stark an, Ende der 1950er Jahre wurde die Strecke zu einer wichtigen Verbindung für die Gastarbeiter aus Osteuropa.
1991 wurde der Taktverkehr eingeführt, die Nahverkehrszüge verbinden stündlich München mit Salzburg. Fernverkehrszüge verkehren im Stundentakt abwechselnd in Richtung Salzburg und Kufstein.
Die Linie S4 der S-Bahn München bediente von 1972 bis 1991 und erneut von 2004 bis 2017 den Abschnitt zwischen München Ost nach Grafing Bahnhof. Von 1991 bis 2004 verkehrte auf diesem Abschnitt die Linie S5. Seit 2004 wird der Abschnitt bis Zorneding bzw. Grafing Bahnhof in der Hauptverkehrszeit auf einen 10-Minuten-Takt verstärkt. Von 2009 bis 2017 übernahm die Linie S6 diese Fahrten. Im Dezember 2017 wurde die Linie S6 zur Hauptlinie und die Linie S4 zur Verstärkerlinie.

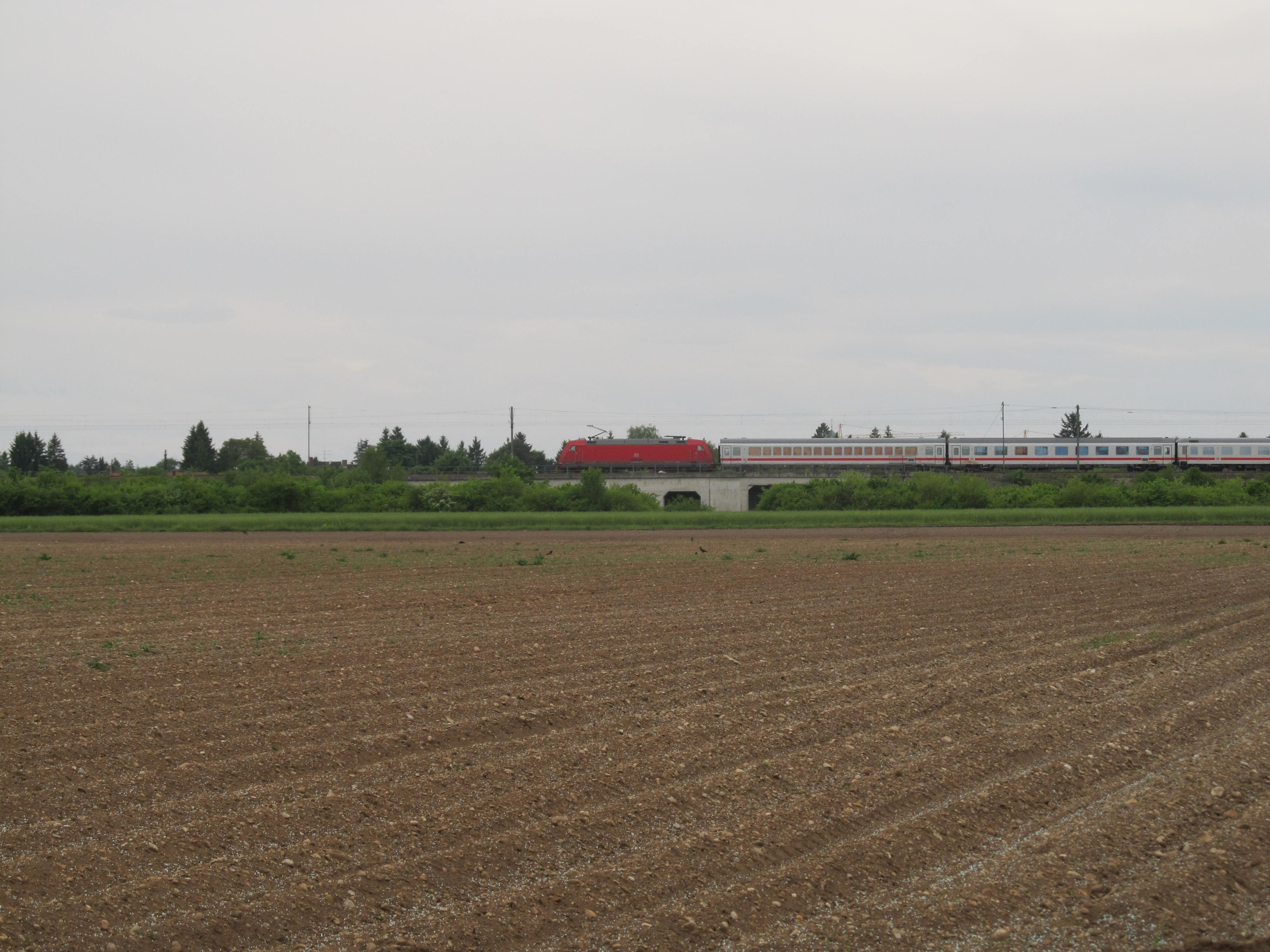
IC in Richtung München, bei Trudering

Eurocity-Züge (EC) der Linie Frankfurt am Main–Salzburg verbinden München Hauptbahnhof im Zweistundentakt mit Zwischenhalten in München Ost, Rosenheim, Prien, Traunstein und Freilassing mit Salzburg. Seit dem Fahrplanwechsel 2008 werden diese Züge über Salzburg hinaus alternierend nach Graz und Klagenfurt weitergeführt. Daneben befährt noch das Intercity-Zugpaar „Königssee“ von Hamburg nach Berchtesgaden diese Strecke.
Zum Fahrplanwechsel 2008 fuhr das erste Railjet-Zugpaar zwischen Budapest, Wien und München. Die RJ-Züge verkehren um eine Stunde versetzt zu den EC-Zügen von München zu Zielen in Österreich und Ungarn und fahren zwischen München Hauptbahnhof und Salzburg Hauptbahnhof ohne Halt durch.
Auch zwischen München, Rosenheim und Innsbruck verkehren EC- und IC-Züge im Grundtakt von zwei Stunden. Davon verkehren mehrere Zugpaare weiter über den Brenner nach Bozen, Verona und Venedig bzw. Bologna.
| Linie | Strecke | Strecke | Takt           |
| ----- | --- | --- | -------------- |
| IC 26 | Königssee: Hamburg-Altona – Hamburg – Hannover – Göttingen – Kassel-Wilhelmshöhe – Würzburg – Augsburg – München Ost – Berchtesgaden                                                             | Königssee: Hamburg-Altona – Hamburg – Hannover – Göttingen – Kassel-Wilhelmshöhe – Würzburg – Augsburg – München Ost – Berchtesgaden                                                             | ein Zugpaar    |
| EC 32 | Wörthersee: Münster – Dortmund – Essen – Duisburg – Düsseldorf – Köln – Koblenz – Frankfurt – Mannheim – Heidelberg – Stuttgart – Ulm – Augsburg – München – München Ost – Salzburg – Klagenfurt | Wörthersee: Münster – Dortmund – Essen – Duisburg – Düsseldorf – Köln – Koblenz – Frankfurt – Mannheim – Heidelberg – Stuttgart – Ulm – Augsburg – München – München Ost – Salzburg – Klagenfurt | ein Zugpaar    |
| IC 60 | Karlsruhe – Stuttgart – Ulm – Augsburg – München – München Ost – Salzburg | Karlsruhe – Stuttgart – Ulm – Augsburg – München – München Ost – Salzburg | einzelne Züge  |
| EC 62 | Frankfurt – Heidelberg – | Stuttgart – Ulm – Augsburg – München – München Ost – Salzburg (– Klagenfurt / Graz / Linz) | 2-Stunden-Takt |
| EC 62 | Saarbrücken – Mannheim – | Stuttgart – Ulm – Augsburg – München – München Ost – Salzburg (– Klagenfurt / Graz / Linz) | 2-Stunden-Takt |
| EC 89 | München – München Ost – Kufstein – Innsbruck – Bozen – Verona (– Venedig / Bologna) | München – München Ost – Kufstein – Innsbruck – Bozen – Verona (– Venedig / Bologna) | 2-Stunden-Takt |

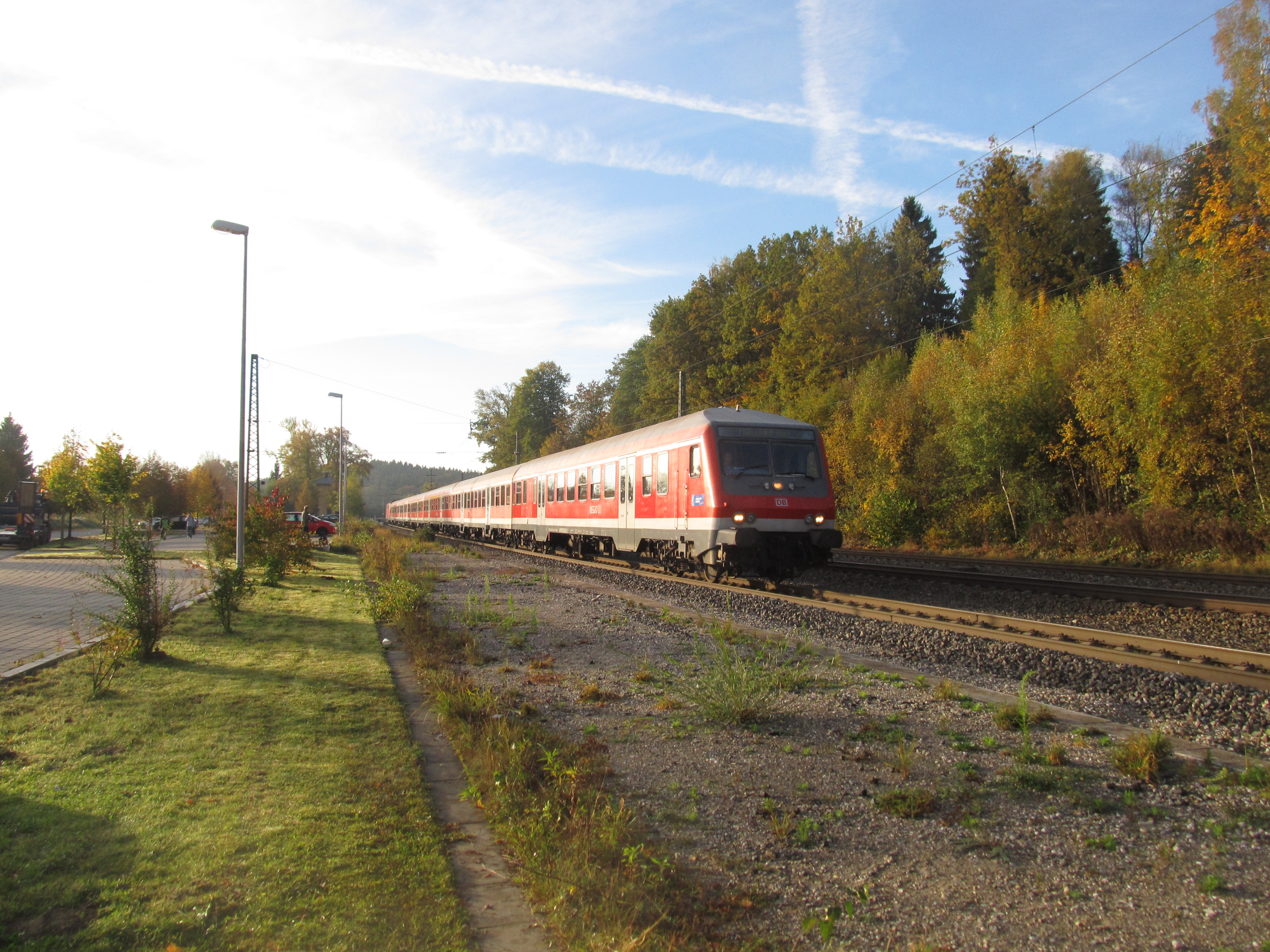
Regional-Express bei Aßling

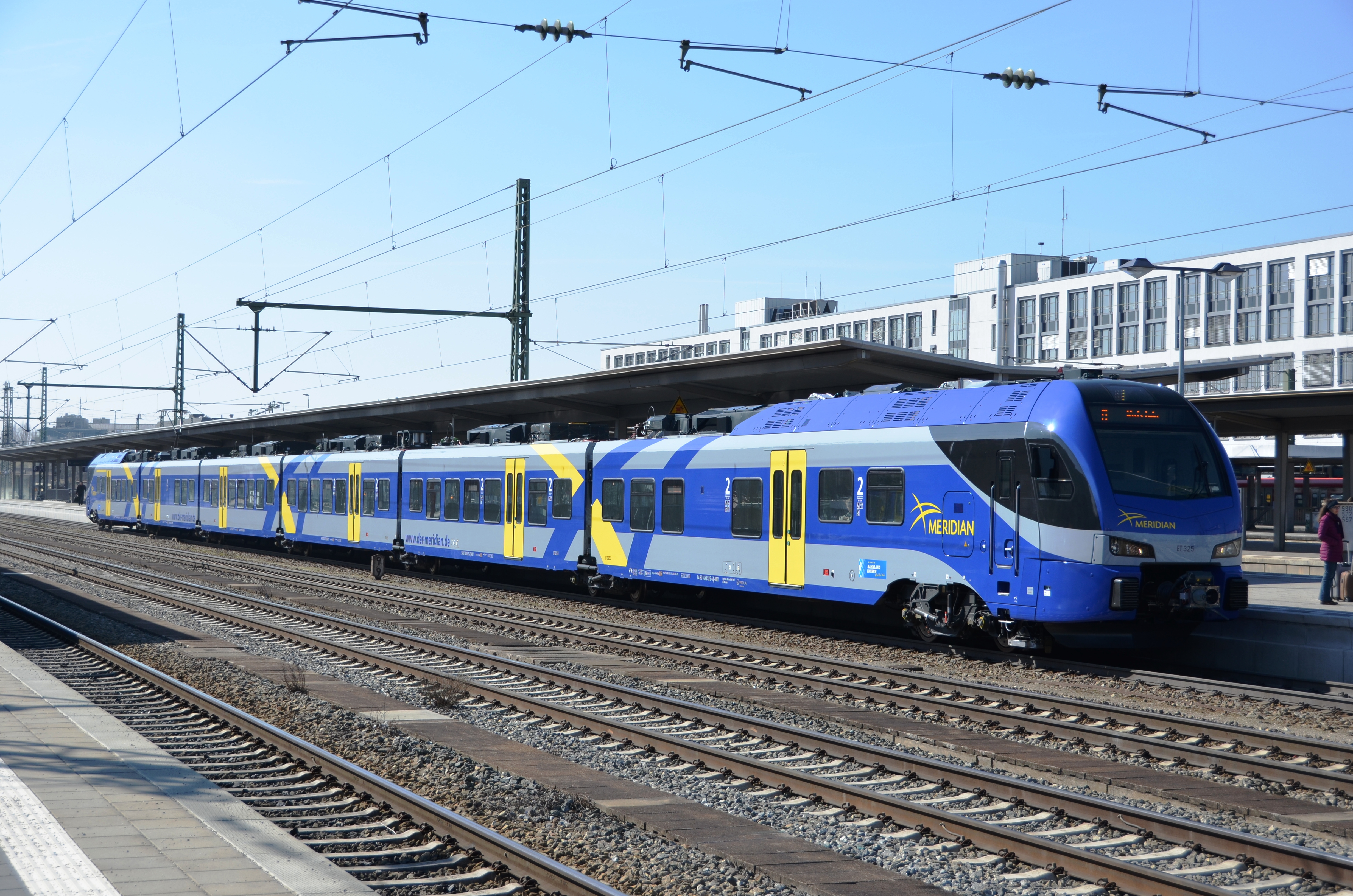
Meridian in München Ost

Zwischen München und Salzburg verkehrte bis 2013 im Stundentakt der München-Salzburg-Express der DB Regio als Regional-Express. Dieser hielt außerhalb des Berufsverkehrs nur an den Stationen München Hauptbahnhof, München Ost, Grafing Bahnhof, Aßling, Ostermünchen, Großkarolinenfeld und Rosenheim. Der Zug wurde mit einer Lokomotive der Baureihe 111 und mit Doppelstockwagen oder n-Wagen gefahren. Innerhalb der Hauptverkehrszeit hielten manche Züge nur in München Hauptbahnhof, München Ost, Grafing Bahnhof und Rosenheim. In der Hauptverkehrszeit wurden zusätzlich Verstärkerzüge als Regionalbahnen zwischen München, Rosenheim und Kufstein eingesetzt, die mit Elektrotriebwagen der Baureihe 425 oder mit Elektrolokomotiven der Baureihe 111 und n-Wagen fuhren. Außerdem wurde die Strecke auf dem Abschnitt von Grafing nach München im Berufsverkehr von verlängerten Zügen bis München vom Filzenexpress bedient. Auf dem Abschnitt von München nach Grafing verkehrt die S-Bahn-Linie 6 der S-Bahn München im 20-Minuten-Takt, diese bedient alle Halte.

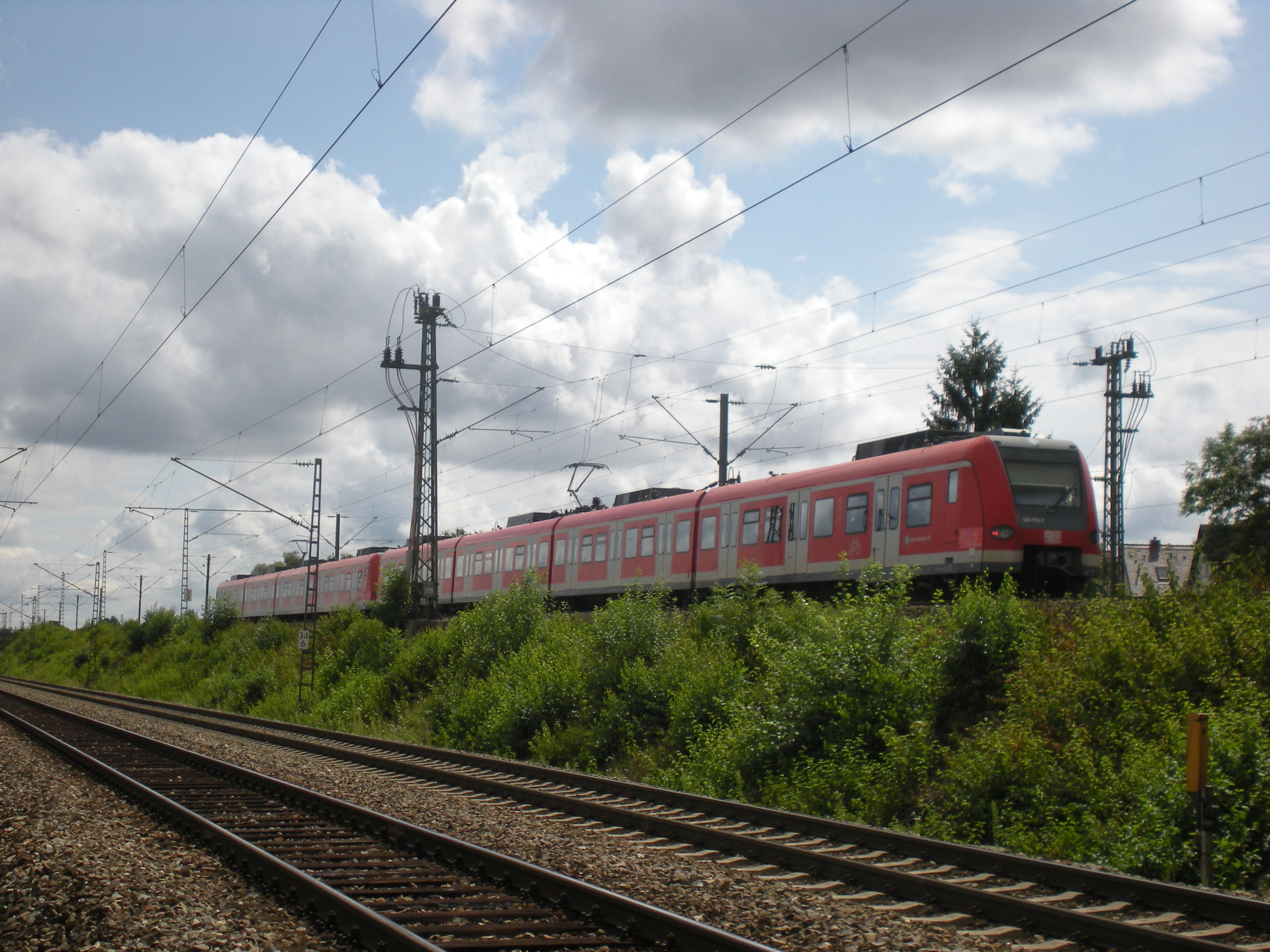
S4 zwischen Trudering und Gronsdorf

Im Rahmen des E-Netzes Rosenheim wurde der Regionalverkehr auf der Bahnstrecke München–Rosenheim ab 2013 neu ausgeschrieben. Den Zuschlag erhielt Veolia Verkehr (heute Transdev). Dessen Tochterunternehmen, die Bayerische Oberlandbahn, betreibt seitdem die stündliche Regionalverkehrslinie zwischen München und Salzburg. Diese verkehrt als Expresslinie zwischen München Ost und Rosenheim ohne Halt. Zusätzlich fährt eine im Stundentakt verkehrende Regionalzuglinie von München nach Kufstein, die alle Zwischenhalte bedient. Der Verkehr wird mit Neufahrzeugen des Typs Stadler Flirt 3 durchgeführt. Aufgrund von technischen Mängeln und fehlenden Zulassungen kamen bis Mai 2014 teilweise Ersatzzüge aus n-Wagen der Deutschen Bahn, Doppelstockwagen der Metronom und CityShuttle-Wagen der ÖBB zum Einsatz.
Die Züge wurden ursprünglich unter dem Markennamen Meridian betrieben. Seit 2020 verwendet Transdev, der Mutterkonzern der Bayerischen Oberlandbahn, bayernweit den Markennamen Bayerische Regiobahn. Außerdem wurden in Bayern 2020 Liniennummern im Regionalverkehr eingeführt, die Züge zwischen München und Salzburg heißen seitdem RE 5, die der Relation München – Kufstein RB 54. Der Filzenexpress bekam die Bezeichnung RB 48 zugeteilt.
| Linie | Verlauf | Taktfrequenz               |
| ----- | --- | -------------------------- |
| RE5   | München – Rosenheim – Traunstein – Freilassing – Salzburg | Stundentakt                |
| RB54  | München – Grafing – Rosenheim – Kufstein | Stundentakt                |
| RB48  | München – Grafing – Ebersberg – Wasserburg | einzelne Züge in der HVZ   |
| S4    | Geltendorf – Türkenfeld – Grafrath – Schöngeising – Buchenau – Fürstenfeldbruck – Eichenau – Puchheim – Aubing – Leienfelsstraße – Pasing – Laim – Hirschgarten – Donnersbergerbrücke – Hackerbrücke – Hauptbahnhof – Karlsplatz (Stachus) – Marienplatz – Isartor – Rosenheimer Platz – Ostbahnhof – Leuchtenbergring – Berg am Laim – Trudering (– Gronsdorf – Haar – Vaterstetten – Baldham – Zorneding – Eglharting – Kirchseeon – Grafing Bahnhof – Grafing Stadt – Ebersberg) | 20-Minuten-Takt in der HVZ |
| S6    | Tutzing – Feldafing – Possenhofen – Starnberg – Starnberg Nord – Gauting – Stockdorf – Planegg – Gräfelfing – Lochham – Westkreuz – Pasing – Laim – Hirschgarten – Donnersbergerbrücke – Hackerbrücke – Hauptbahnhof – Karlsplatz (Stachus) – Marienplatz – Isartor – Rosenheimer Platz – Ostbahnhof – Leuchtenbergring – Berg am Laim – Trudering – Gronsdorf – Haar – Vaterstetten – Baldham – Zorneding – Eglharting – Kirchseeon – Grafing Bahnhof – Grafing Stadt – Ebersberg  | 20-Minuten-Takt            |

### Güterverkehr
Im Jahr 2008 wurde die Bahnstrecke München–Rosenheim werktags von bis zu 150 Güterzügen befahren. Davon verkehren circa 50 Güterzüge auf der Bahnstrecke München–Salzburg, diese Güterzüge fahren weiter in Richtung Türkei, Griechenland, Ljubljana und Triest. Aber auch die Bahnstrecke München–Kufstein wird von ungefähr 100 täglichen Zügen bedient. Diese Züge verkehren meist von München-Laim oder München Ost nach Verona (Brennerverkehr) und werden u. a. von TX Logistik gefahren. Ferner sind DB Cargo mit ihrem Kooperationspartner Mercitalia Rail, Lokomotion und die ÖBB stark im Güterverkehr auf der Strecke vertreten. Darunter mischen sich seltener Züge von SETG, Ecco-rail, LTE sowie weiterer privater Güterbahnen.